# Ancona nell'arte

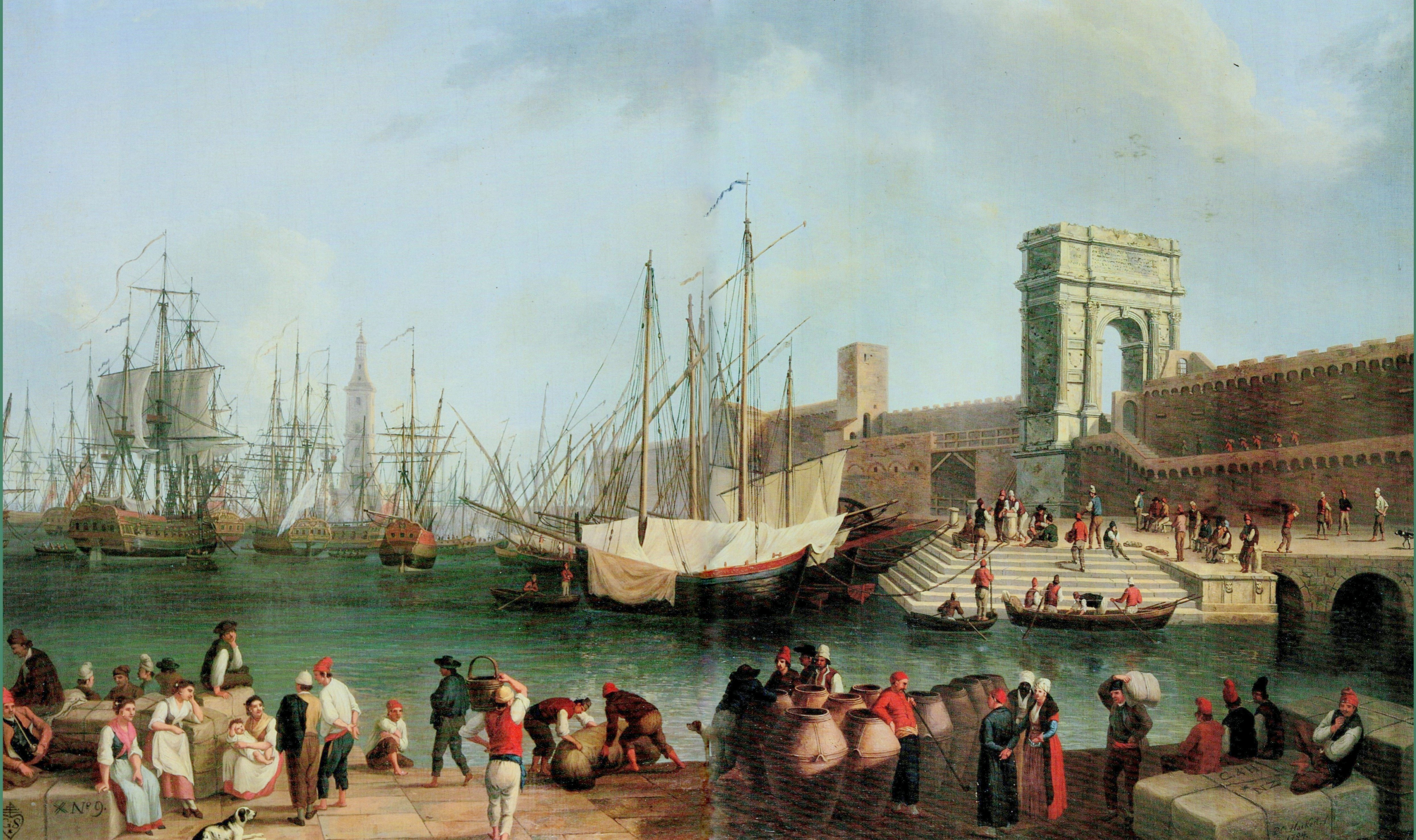
Jakob Philipp Hackert, Veduta del porto di Ancona, con l'Arco di Traiano e la Lanterna (1777).

La città di Ancona è stata nel corso dei secoli oggetto di attenzione da parte di pittori, registi, scrittori, poeti; per alcuni è stata fonte di ispirazione, mentre altri l'hanno scelta come sfondo per le proprie opere. Si riportano qui gli episodi più significativi di questo fenomeno.

## Ancona nella pittura e nella scultura

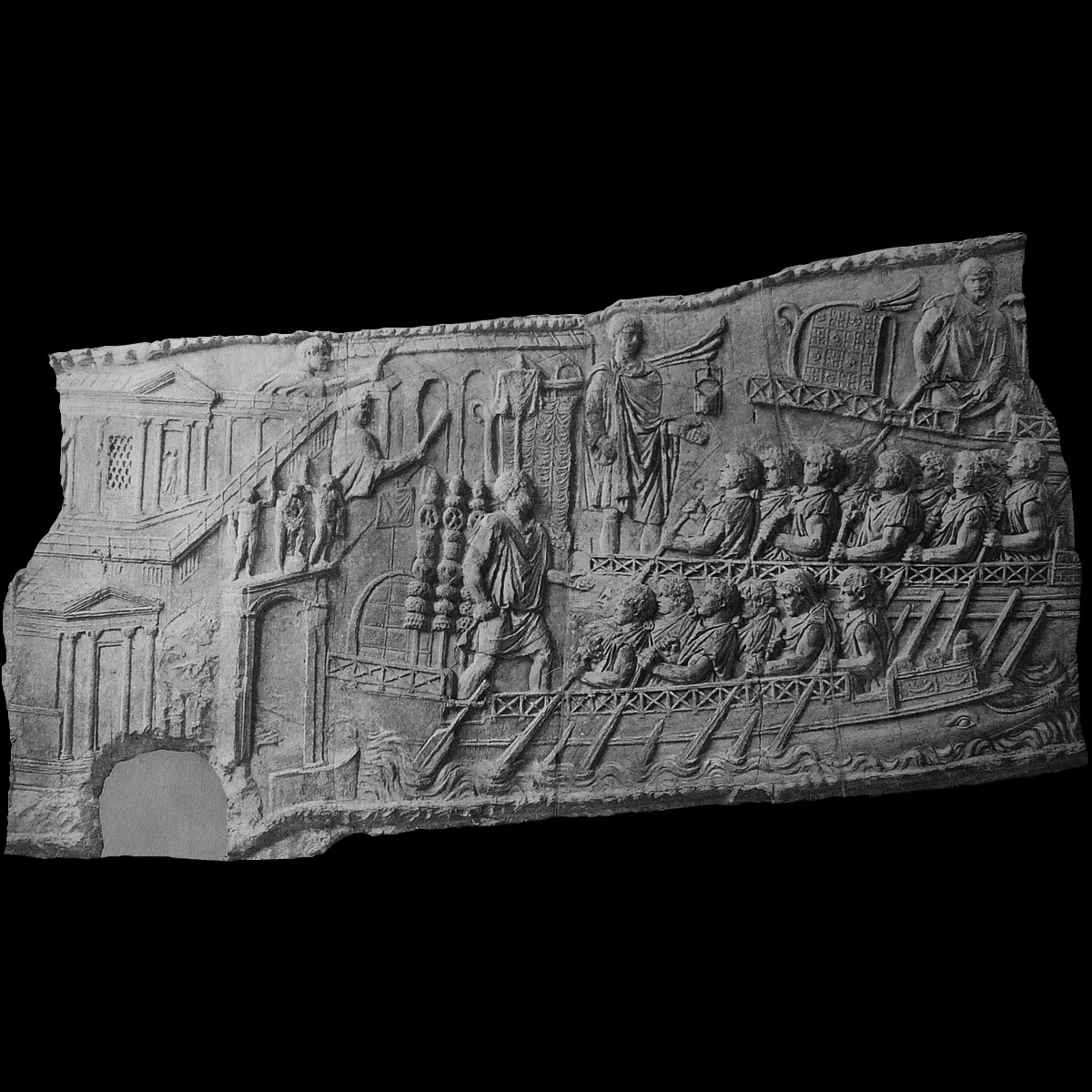
Partenza di Traiano per la Seconda Guerra Dacica (Colonna Traiana)

Le opere che rappresentano vedute di Ancona o di suoi luoghi e monumenti sono elencate nelle sezioni sottostanti, ciascuna dedicata ad un'epoca artistica.
In queste sezioni, le opere di artisti locali sono presenti solo se essi sono di notorietà almeno nazionale; le opere di artisti noti solo a livello locale sono invece elencate più avanti, nella sezione "Opere di artisti locali".

### Arte romana
- Maestro delle imprese di Traiano: Scena 79 della colonna Traiana, Partenza da Ancona della flotta imperiale per la Seconda Guerra Dacica (115 d.C., Roma). Si tratta del più antico panorama della città.

È possibile identificare tutti gli elementi presenti: il tempio posto sulla cima della collina è il tempio di Venere, noto attraverso Catullo e Giovenale, i cui resti sono visibili al di sotto dell'attuale duomo; il tempio colpito dalle onde è il tempio di Diomede, noto attraverso Scilace; del colonnato è stato ritrovato un tratto nei pressi del Museo Archeologico Nazionale ed è stato interpretato come recinzione del foro cittadino, che si affacciava sul mare con una terrazza; il molo e l'Arco di Traiano sono ancora ottimamente conservati nel porto attuale di Ancona; dell'edificio ad archi sono stati recentemente ritrovati i resti, interpretati come parte dei cantieri navali di età traianea.

### Rinascimento e Manierismo

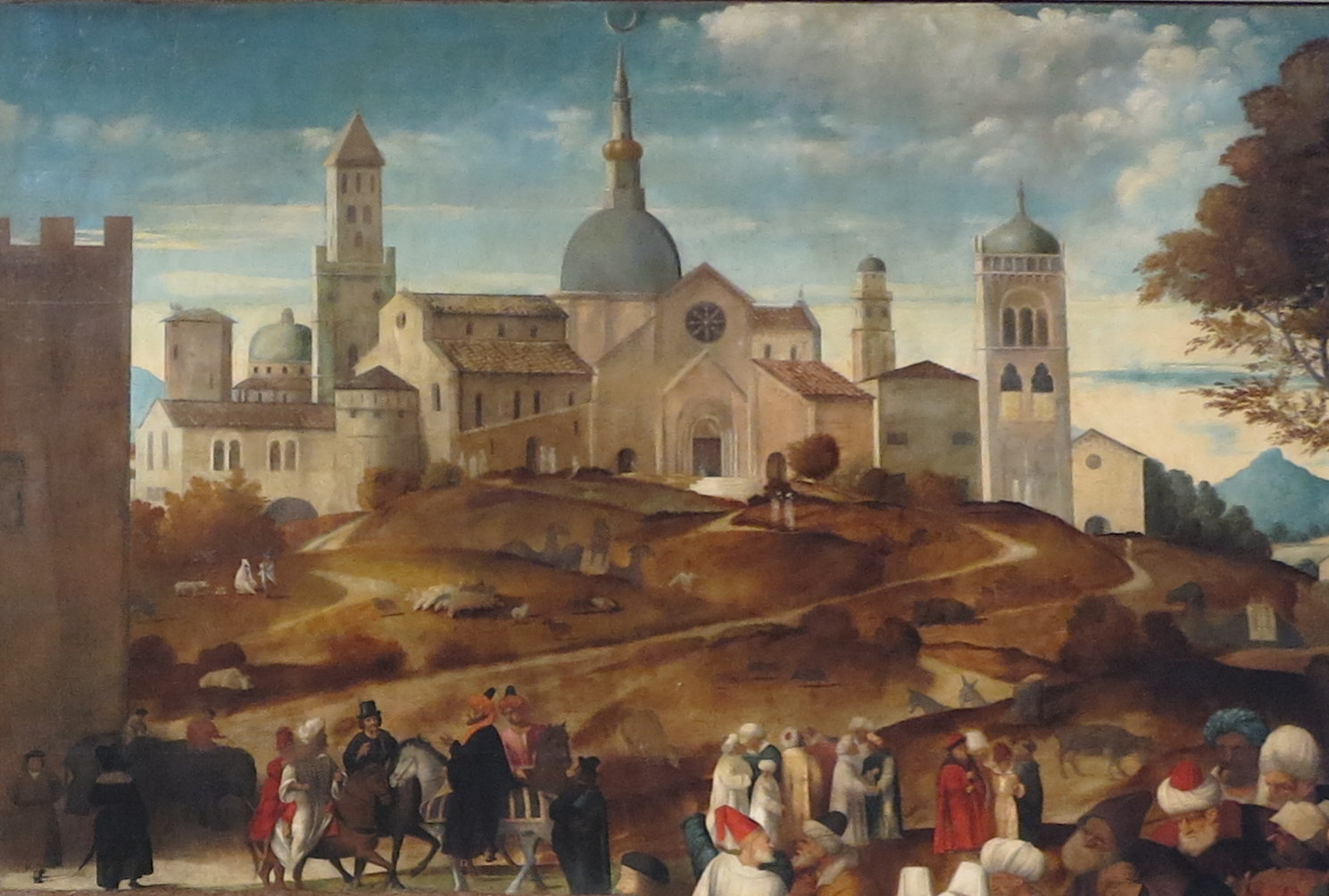
Giovanni Bellini, Vittore Belliniano e Lorenzo Lotto, Martirio di San Marco (1526, Scuola Grande di San Marco, Venezia); particolare con il Duomo (con la mezzaluna sulla sommità della cupola) e il colle Guasco

- Carlo Crivelli, Visione del Beato Gabriele Ferretti (1485-1489, Galleria Nazionale, Londra), con veduta della campagna nei pressi della Chiesa di San Francesco ad Alto[6];
- Vittore Carpaccio, San Giorgio e il drago (1502, Scuola di San Giorgio degli Schiavoni, Venezia); nell'angolo in alto a destra è rappresentato il duomo; Ancona qui serve per rappresentare Silene di Libia[7][8];
- Tiziano, Noli me tangere (1502 circa, Galleria Nazionale di Londra); è rappresentata Porta Capodimonte[9][10].
- Pinturicchio, Papa Pio II arriva per la Crociata al porto di Ancona, tra il 1502 e il 1507 (Libreria Piccolomini nella cattedrale di Siena). È visibile il molo nord, il fianco dell'Arco di Traiano e il Duomo; quest'ultimo non è rappresentato nelle sue reali forme[7];
- Vittore Carpaccio, Ritratto di cavaliere (1510, Collezione Thyssen-Bornemisza, Madrid), da molti identificato nel duca di Urbino Francesco Maria I della Rovere, con veduta del rione di Capodimonte, con le strade parallele oggi note con i nomi di via Cialdini, via Astagno e via Podesti[7][8].
- Vittore Carpaccio, Predica di santo Stefano (1514, Museo del Louvre, Parigi); il dipinto è ambientato in una Gerusalemme fantastica, in cui c'è una rappresentazione dell'Arco di Traiano[7][8][11].
- Giovanni Bellini, Sacra Conversazione 'Giovannelli' (1516, Galleria dell'Accademia, Venezia); sullo sfondo c'è il rione di Capodimonte visto dal porto[9];
- Giovanni Bellini, Vittore Belliniano e Lorenzo Lotto, Martirio di San Marco (1526, Scuola Grande di San Marco, Venezia); sullo sfondo il Duomo (con la mezzaluna sulla sommità della cupola) e il colle Guasco; Ancona qui serve per rappresentare Alessandria d'Egitto[7][8].
- Giovanni Bellini, Crocifissione (1530, Collezione della Cassa di Risparmio, Prato); sullo sfondo il Duomo e panorama del colle Guasco[7][8][12].
- Antonio Danti, Veduta della città e del porto di Ancona, tra il 1580 e il 1583 (Musei vaticani, Galleria delle carte geografiche, Roma)[13][14]. Oltre alle carte geografiche di tutte le regioni italiane, sono rappresentate anche vedute aeree dei quattro porti principali dell'epoca; nel caso di Ancona, il punto di vista scelto è il centro del porto.
- Andrea Lilli, Veduta di Ancona (1590-1599, Pinacoteca civica Francesco Podesti), lacerto della pala d'altare Madonna che incorona S. Nicola da Tolentino, smembrata dopo il 1860, che si trovava nella chiesa di Sant'Agostino. Anche in questo caso la città è vista da un punto di vista situato al centro del porto, cosa che permette di avere un quadro completo dell'aspetto urbano dell'epoca[15].
- Gerolamo Gambarato La storia di Ancona, (1578-1585, Venezia, Sala del Maggior Consiglio al Palazzo Ducale); il papa giunge al porto di Ancona accompagnato dall'Imperatore Federico Barbarossa e dal doge e dona a questo un ombrello d'oro[16][17].

#### Galleria di opere rinascimentali e manieriste

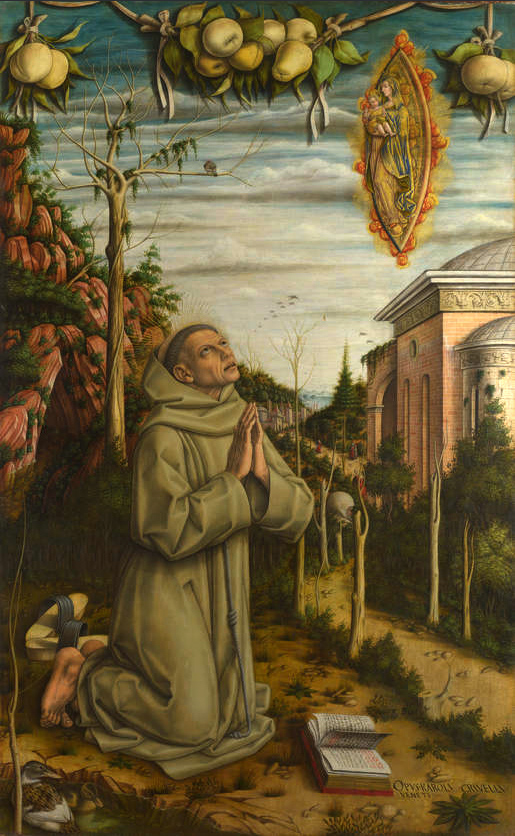
Beato Gabriele Ferretti in estasi, di Carlo Crivelli (1485-1489)
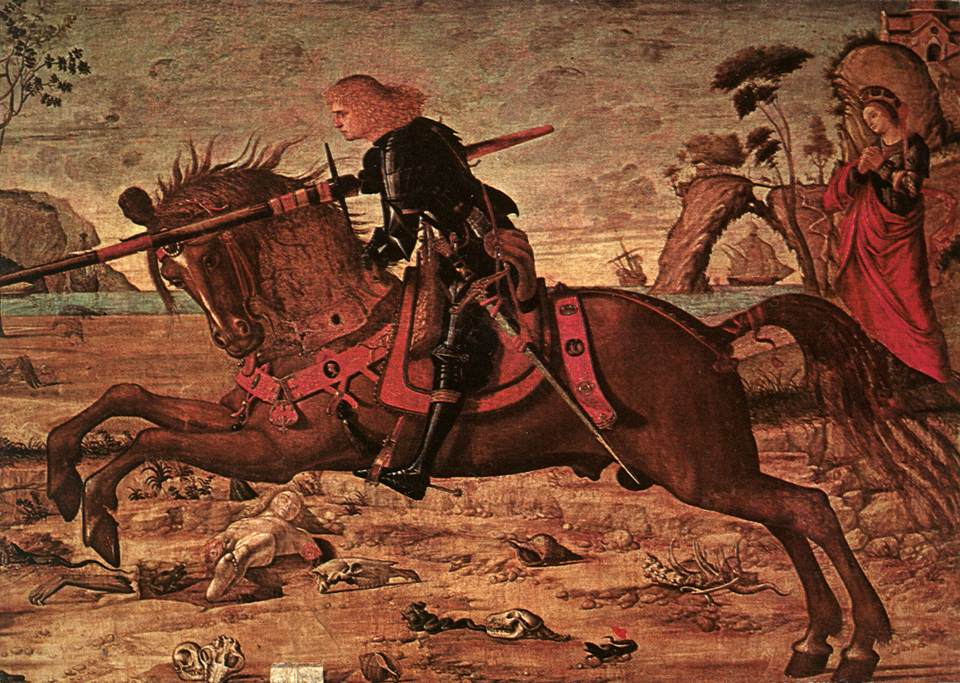
San Giorgio e il drago, di Vittore Carpaccio, particolare (1502)
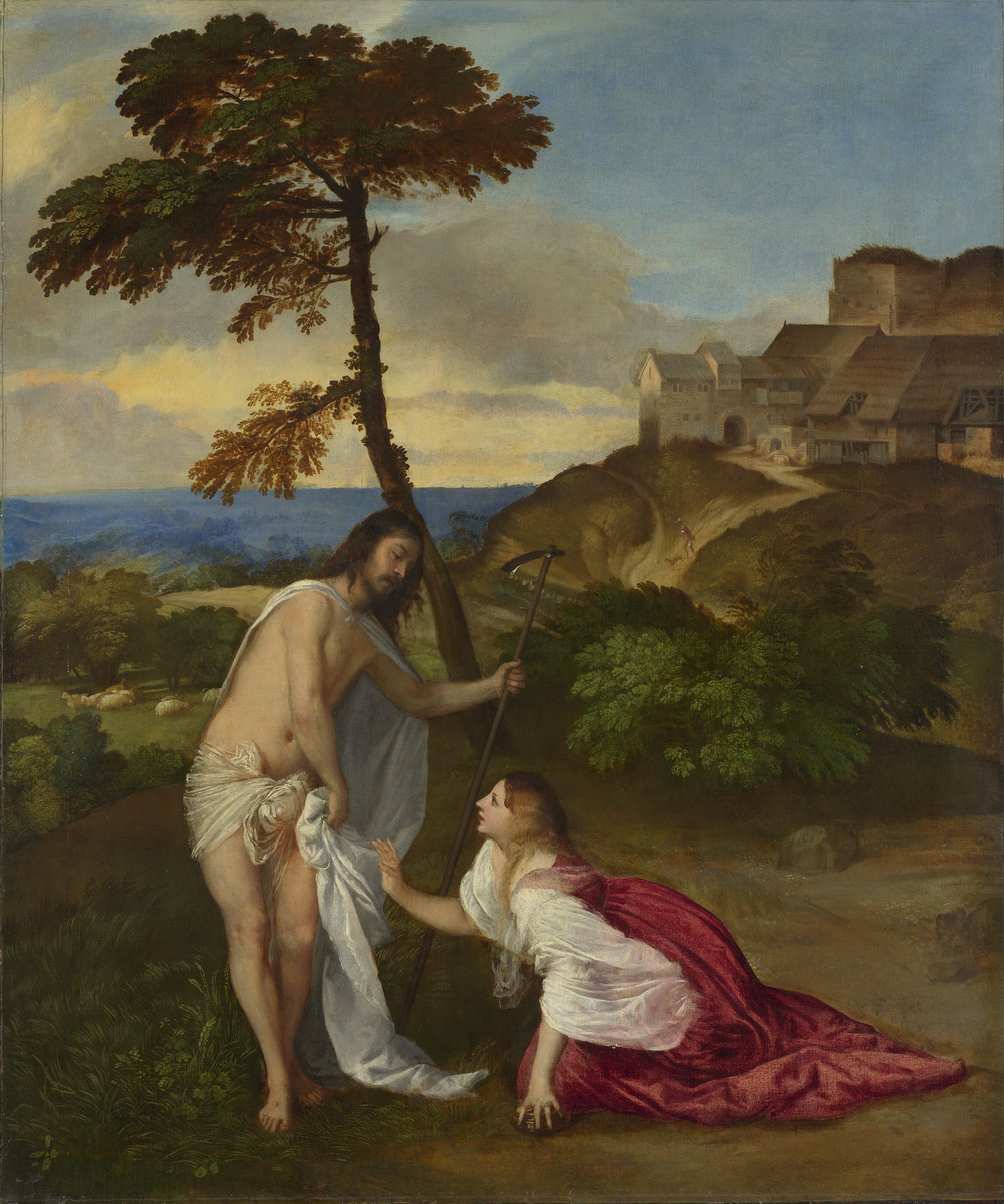
Noli me tangere, di Tiziano (1502)
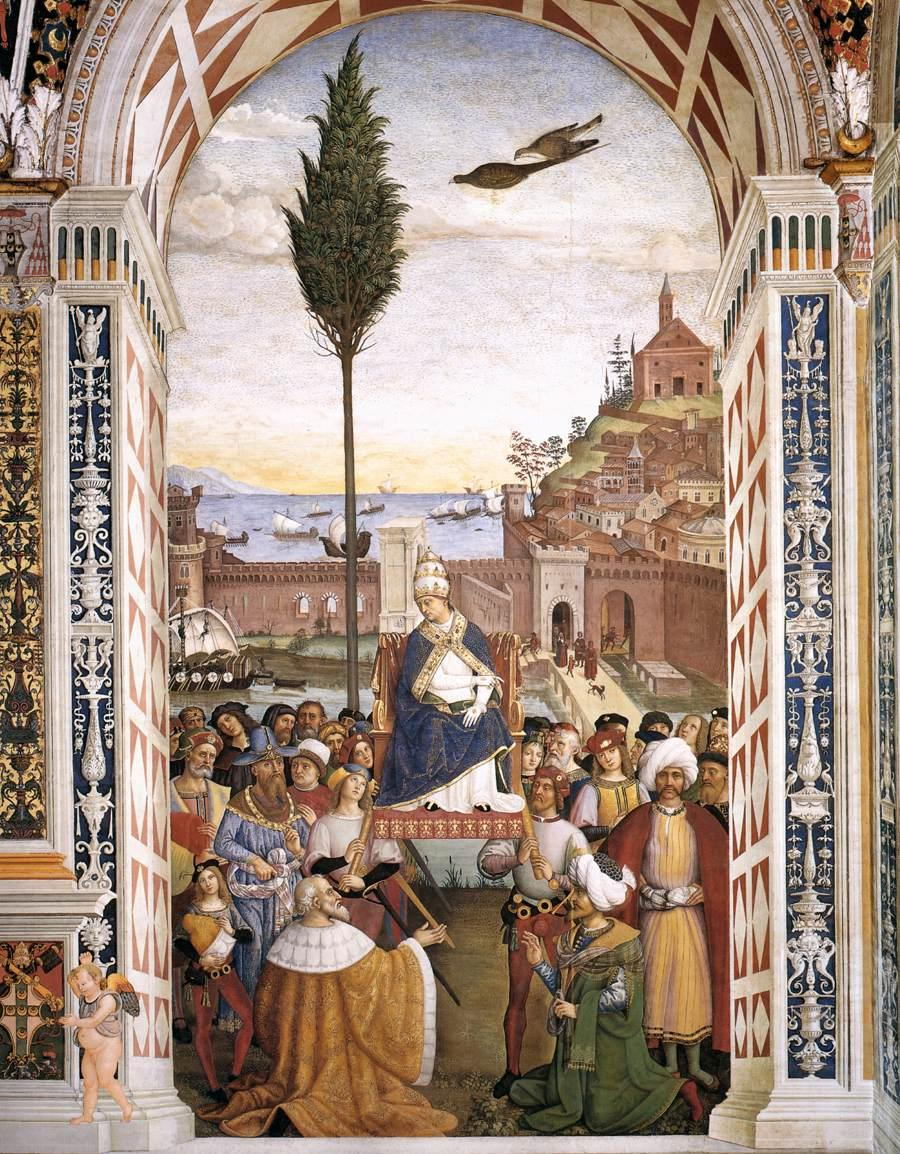
Pio II arriva ad Ancona, del Pinturicchio (1502-1507)
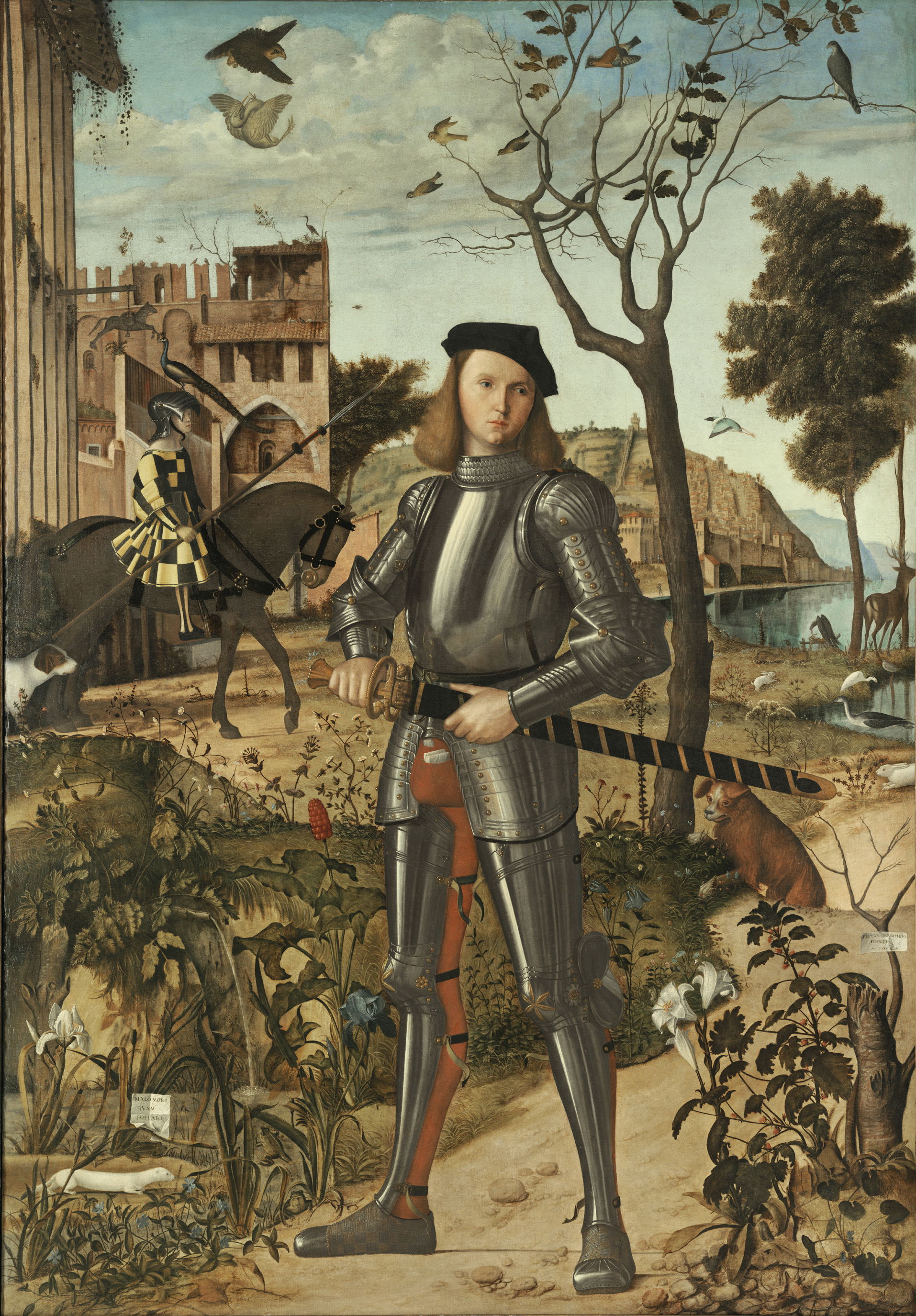
Giovane cavaliere, di Vittore Carpaccio (1510)
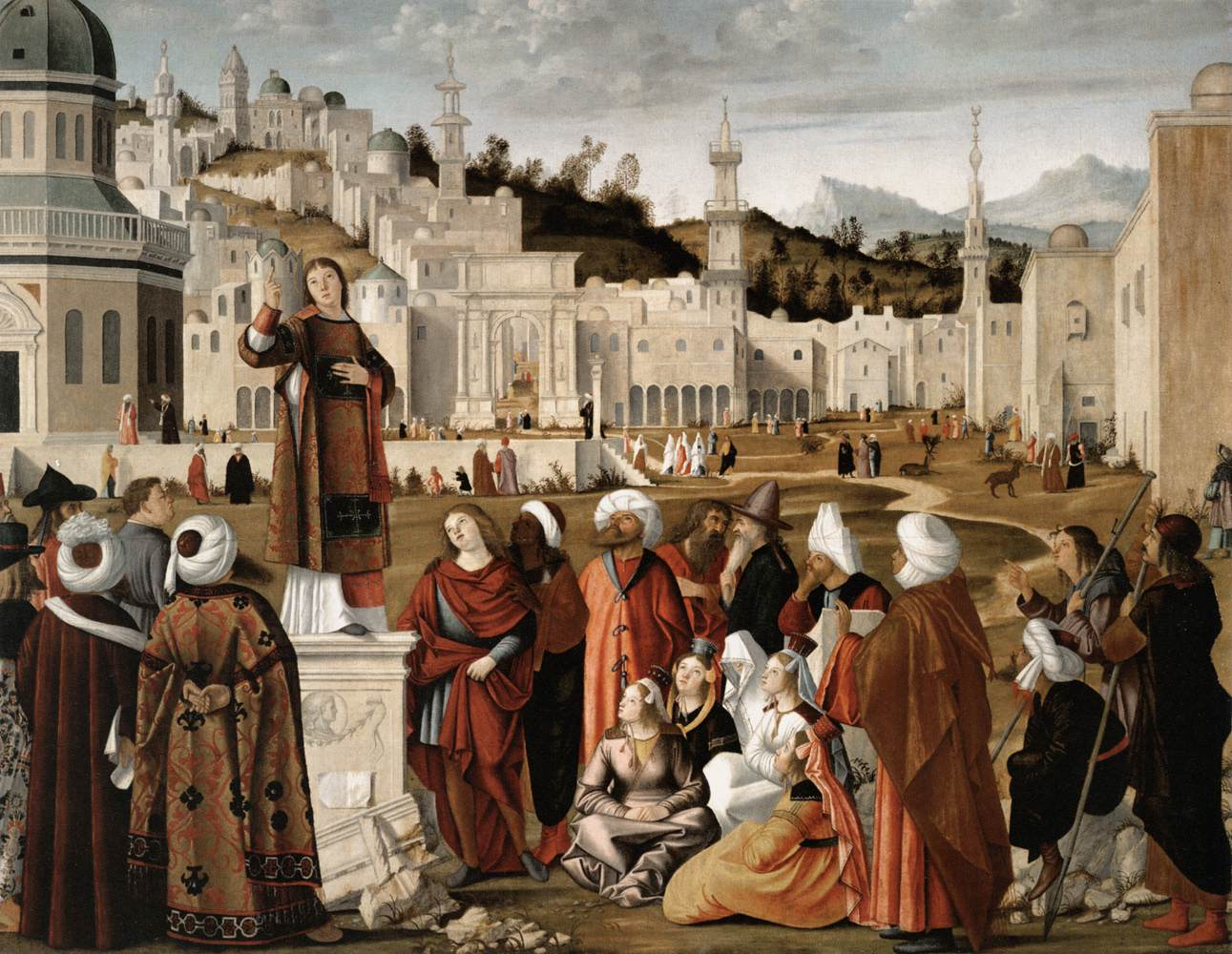
Predica di Santo Stefano, di Vittore Carpaccio (1514)
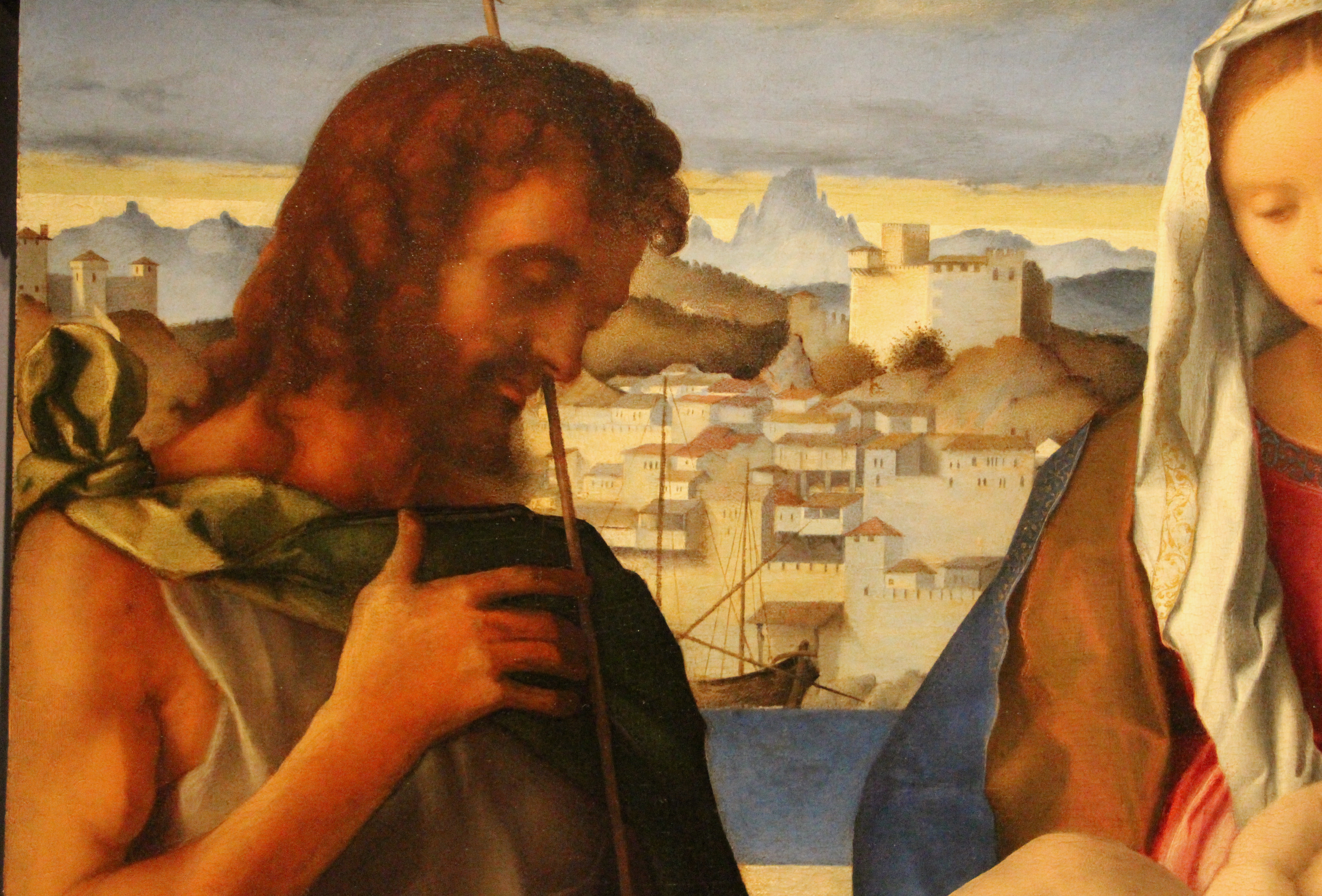
Sacra Conversazione Giovannelli, di Giovanni Bellini - particolare con Capodimonte (1516)
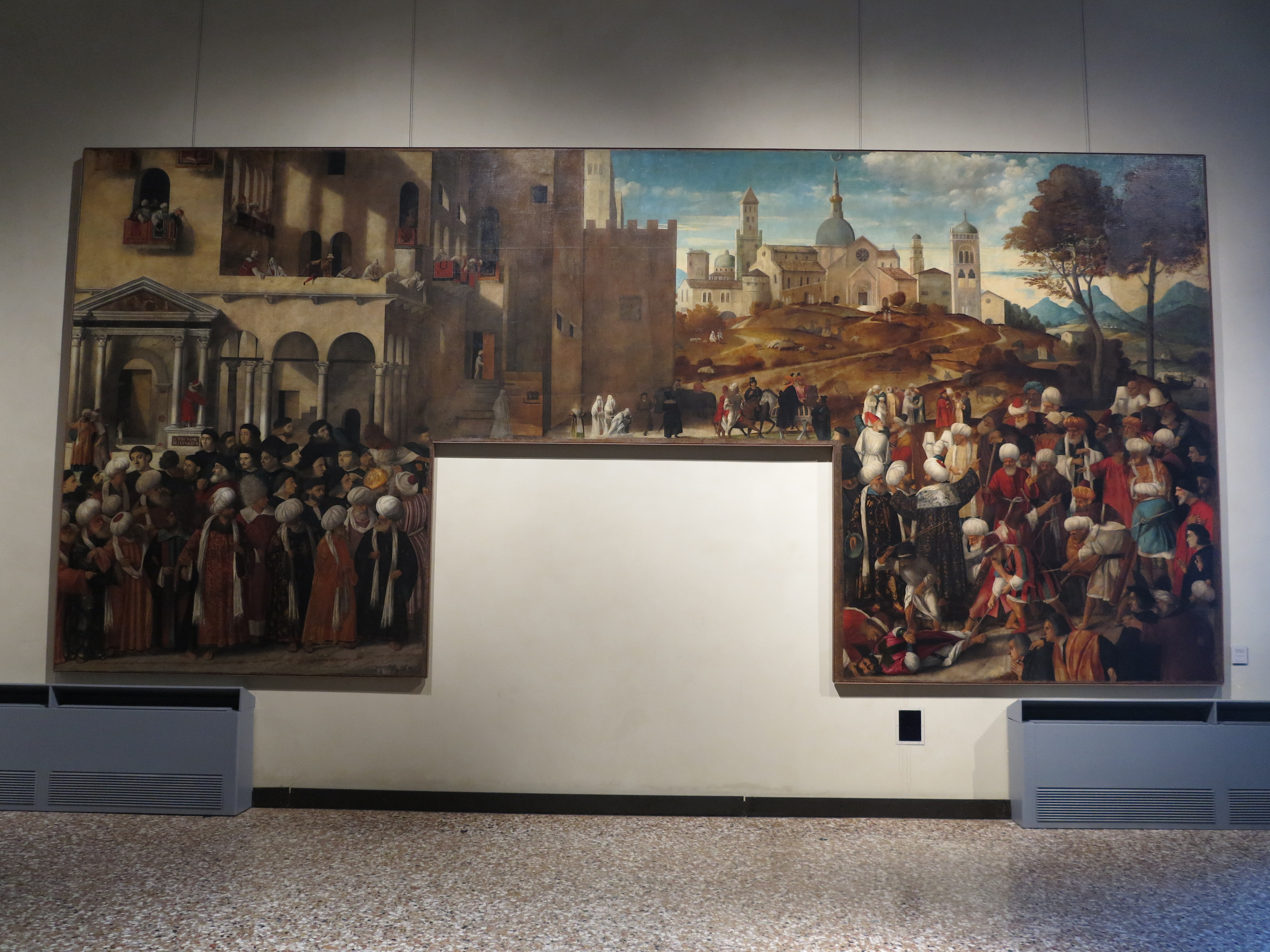
Martirio di San Marco, di Giovanni Bellini, Vittore Belliniano e Lorenzo Lotto (1526)
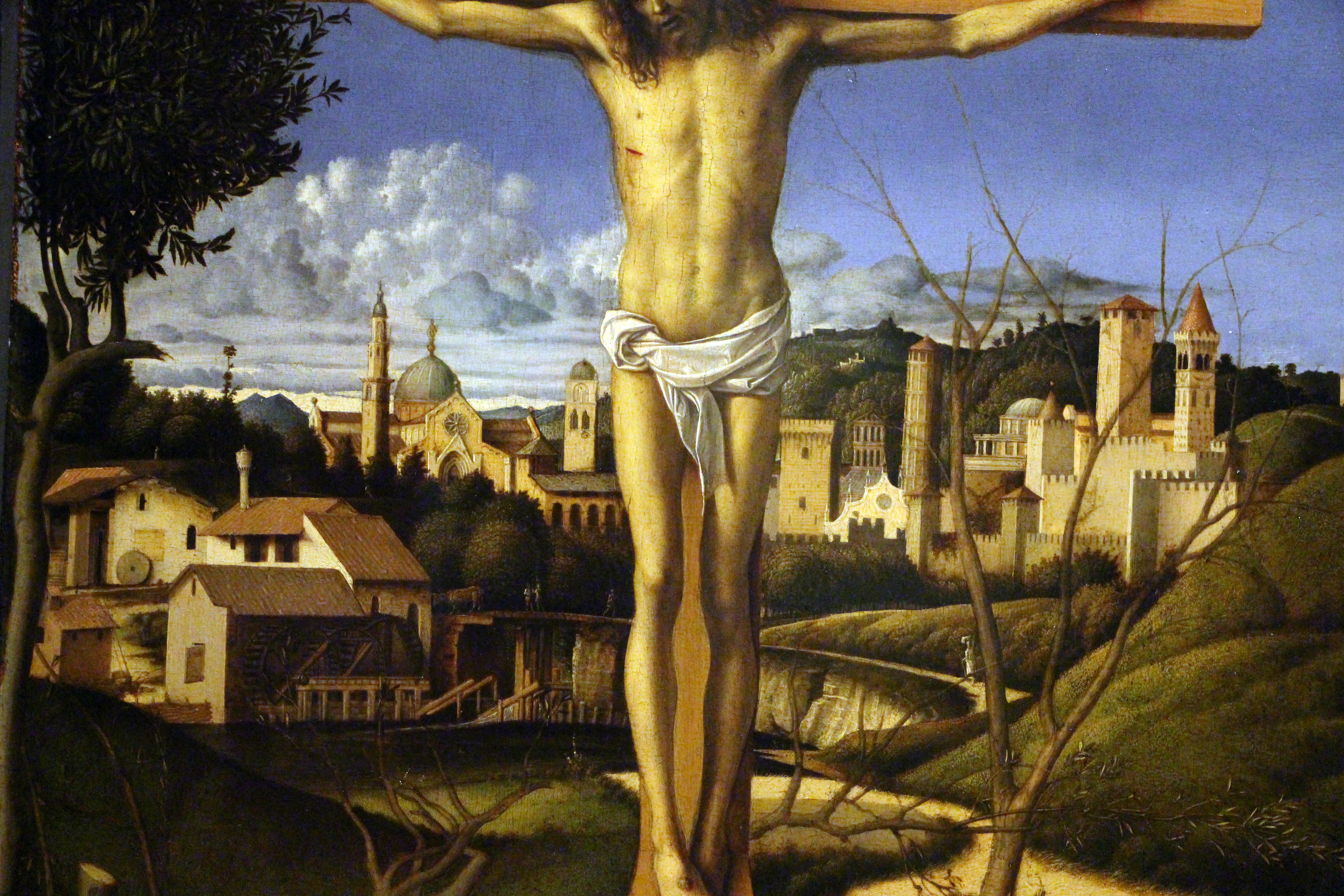
Crocifissione, di Giovanni Bellini, particolare (1530)
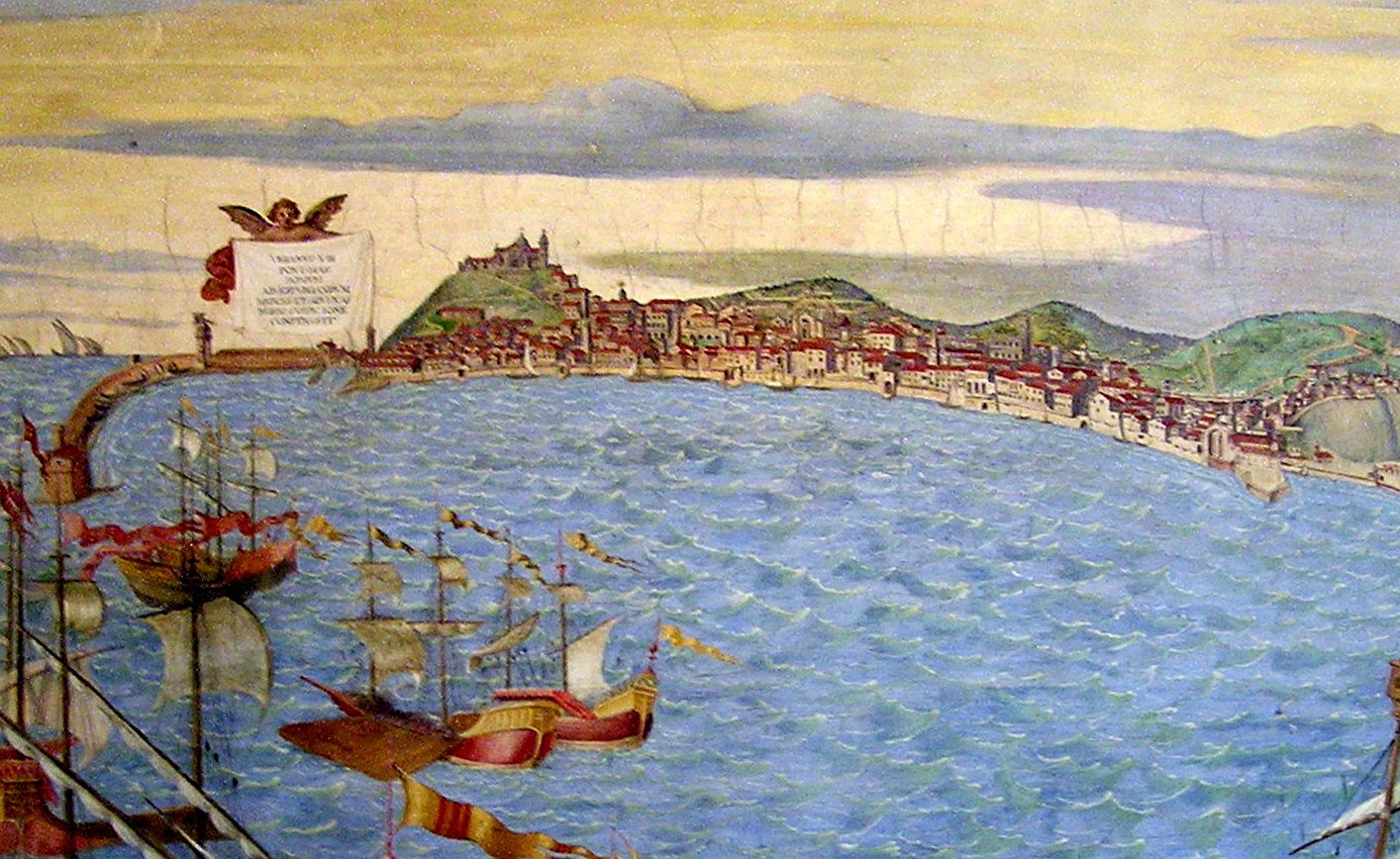
Panorama di Ancona dal mare, di Ignazio Danti (1580-1583)
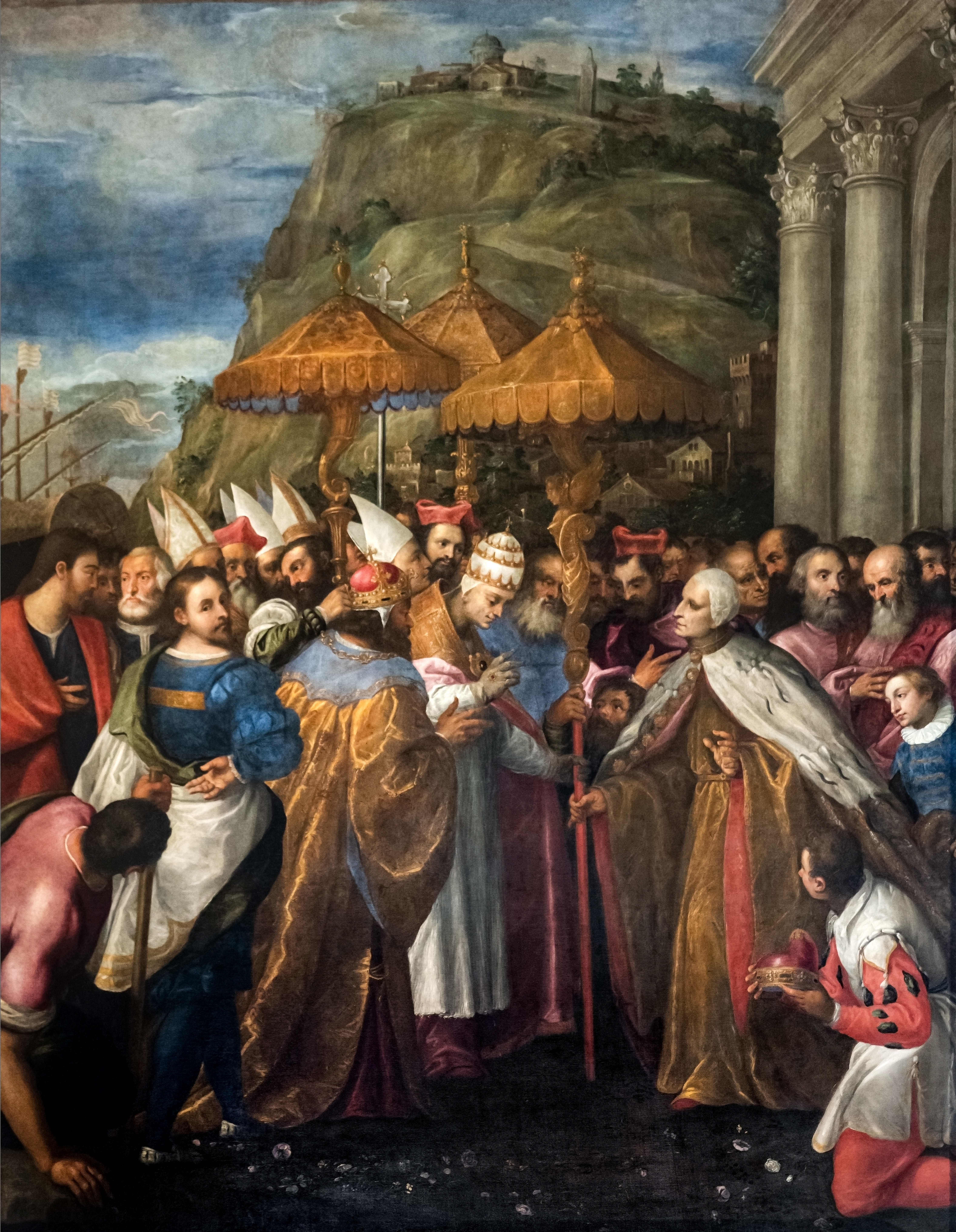
Storia di Ancona, di Girolamo Gambarato (1578-1585)
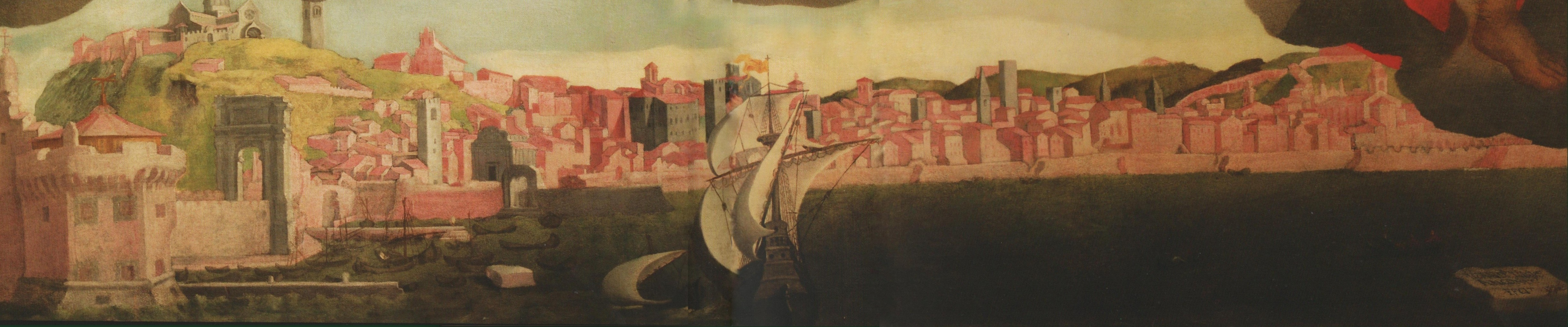
Veduta di Ancona, di Andrea Lilli (1598, Pinacoteca civica Podesti, Ancona)

### Barocco, Neoclassicismo, Romanticismo

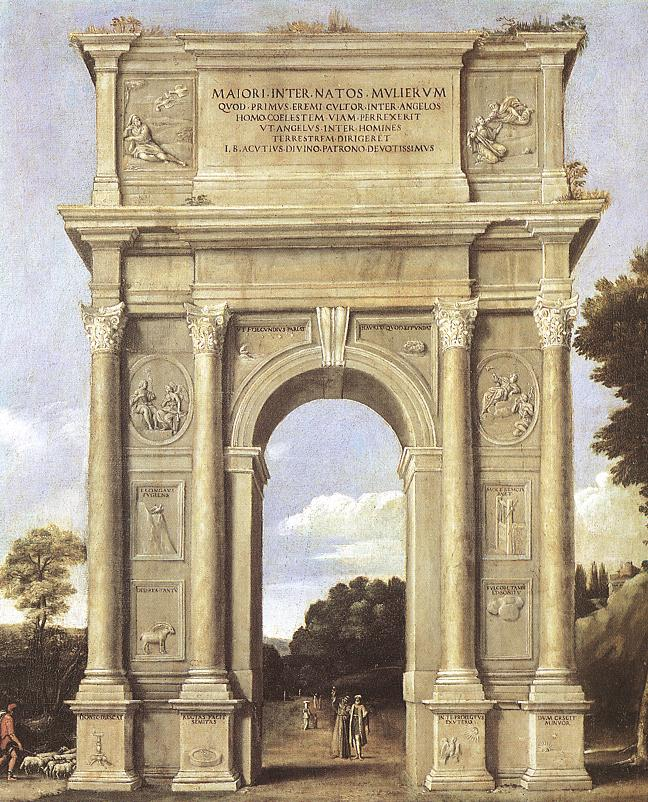
Arco trionfale, del Domenichino (1607-1610), riproducente l'Arco di Traiano di Ancona con l'iscrizione modificata

- Domenichino, Arco di Trionfo (1607-1610, Galleria del Prado, Madrid)[18]. Come modello è preso l'Arco di Traiano, sia pur con l'iscrizione modificata.
- Antonio Balestra, Veduta di Ancona (1690 circa, collezione privata)[19].
- Luigi Vanvitelli, Porta del Molo nuovo (1732 circa, Ancona, Museo della città). Raffigura il molo nuovo e l'Arco Clementino e sullo sfondo il Lazzaretto[20][21]
- Luigi Vanvitelli, Veduta del Lazzaretto dalla parte che si introducono le mercanzie (1732 circa, Ancona, Museo della città). Raffigura il Lazzaretto e, sullo sfondo il molo nuovo con l'Arco Clementino[20][22]
- Giovanni Battista Piranesi, Arco di Traiano (1748) Si tratta di un'incisione raffigurante non solo l'arco, ma anche la banchina circostante[23].
- Claude-Joseph Vernet, Il Porto di Ancona (1775-80, Museo dell'Hermitage). Il dipinto, come molti altri dello stesso pittore, trasfigura artisticamente il paesaggio; sono visibili l'Arco di Traiano, la Lanterna e il colle Guasco, tutti con proporzioni modificate.
- Jakob Philipp Hackert, Veduta del porto di Ancona con l'Arco di Traiano e la Lanterna (acquaforte, 1777 circa)[24]. L'immagine nopn è presente nella galleria sottostante, ma nell'incipit di questa voce.
- Jan Chrystian Kamsetzer, Veduta del porto di Ancona e dell'Arco di Traiano, (1780, Museo nazionale di Cracovia)[25] e Mura della città e Arco di Traiano. Il primo dipinto del pittore tedesco raffigura il molo traianeo visto dall'interno del porto, con l'Arco di Traiano e l'Arco Clementino; il secondo raffigura il molo visto dal bacino dei cantieri.
- Francesco Podesti, Giuramento degli Anconitani (1844-1847, Pinacoteca civica Podesti, Ancona), già caratterizzante la Sala Consiliare del Comune[26][27]. Il dipinto raffigura l'episodio centrale dell'Assedio di Ancona del 1173, con Stamira e Giovanni da Chio; sono rappresentati il Duomo, l'Arco di Traiano e il Palazzo degli Anziani.
- Théodose du Moncel (1850, collezione privata) - Vue d'Ancône (litografia - Veduta di Ancona). Nel 1843 Moncel iniziò un viaggio attraverso Svizzera, Germania, Italia, Grecia e Turchia; nel 1846 apparvero le prime opere dedicate ai suoi viaggi, illustrate con litografie.
- Carlo Bossoli ebbe l'incarico dal principe Eugenio di Savoia di illustrare le battaglie che portarono all'unità d'Italia dal 1859 al 1861, oggi esposte al Museo nazionale del Risorgimento italiano di Torino; tra questi dipinti una serie è dedicata all'assedio di Ancona del 1860. Nell'Investimento d'Ancona si vedono le truppe sarde che preparano l'assedio e, sullo sfondo, un panorama della città, con il Duomo e la Cittadella.
- Christian Peter Wilhelm Stolle, Arco di Traiano ad Ancona (1873), dipinto in cui, oltre al monumento, è illustrata l'attività sulla banchina.
- George Clarkson Stanfield, Veduta del porto di Ancona. (olio su tela, post 1850). La veduta, presa dal bacino dei cantieri, rappresenta il Molo Clementino visto dal bacino dei cantieri navali e l'Arco di Traiano.

#### Galleria di opere barocche, neoclassiche e romantiche

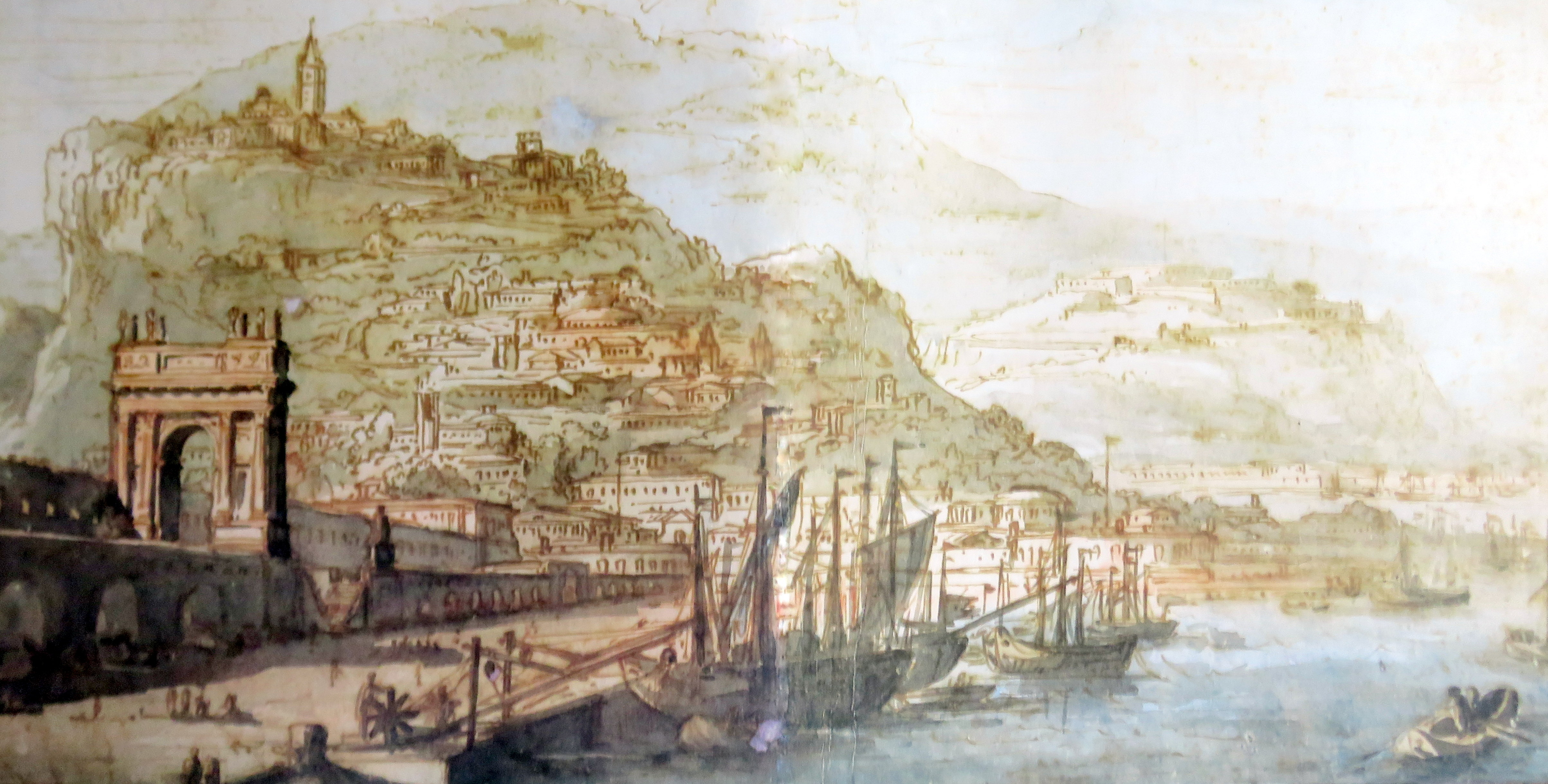
Veduta di Ancona, di Antonio Balestra (1690, collezione privata)
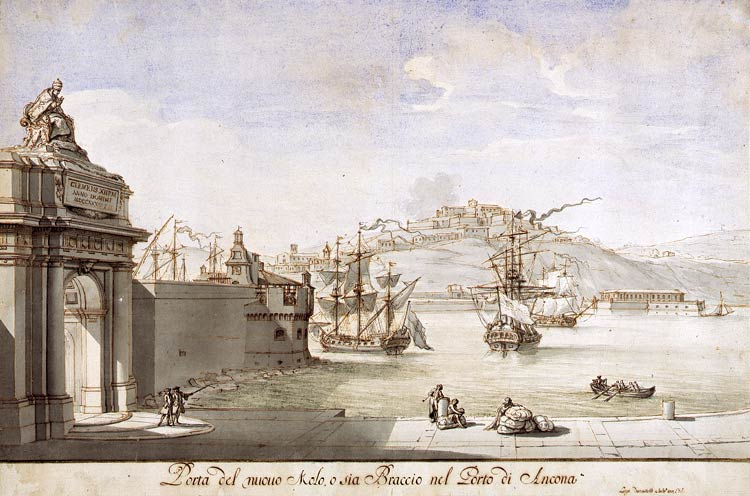
Parte del nuovo molo, o sia braccio, del porto di Ancona, di Luigi Vanvitelli (1738 ca. Museo della città, Ancona) - la porta è l'Arco Clementino; sullo sfondo il Lazzaretto
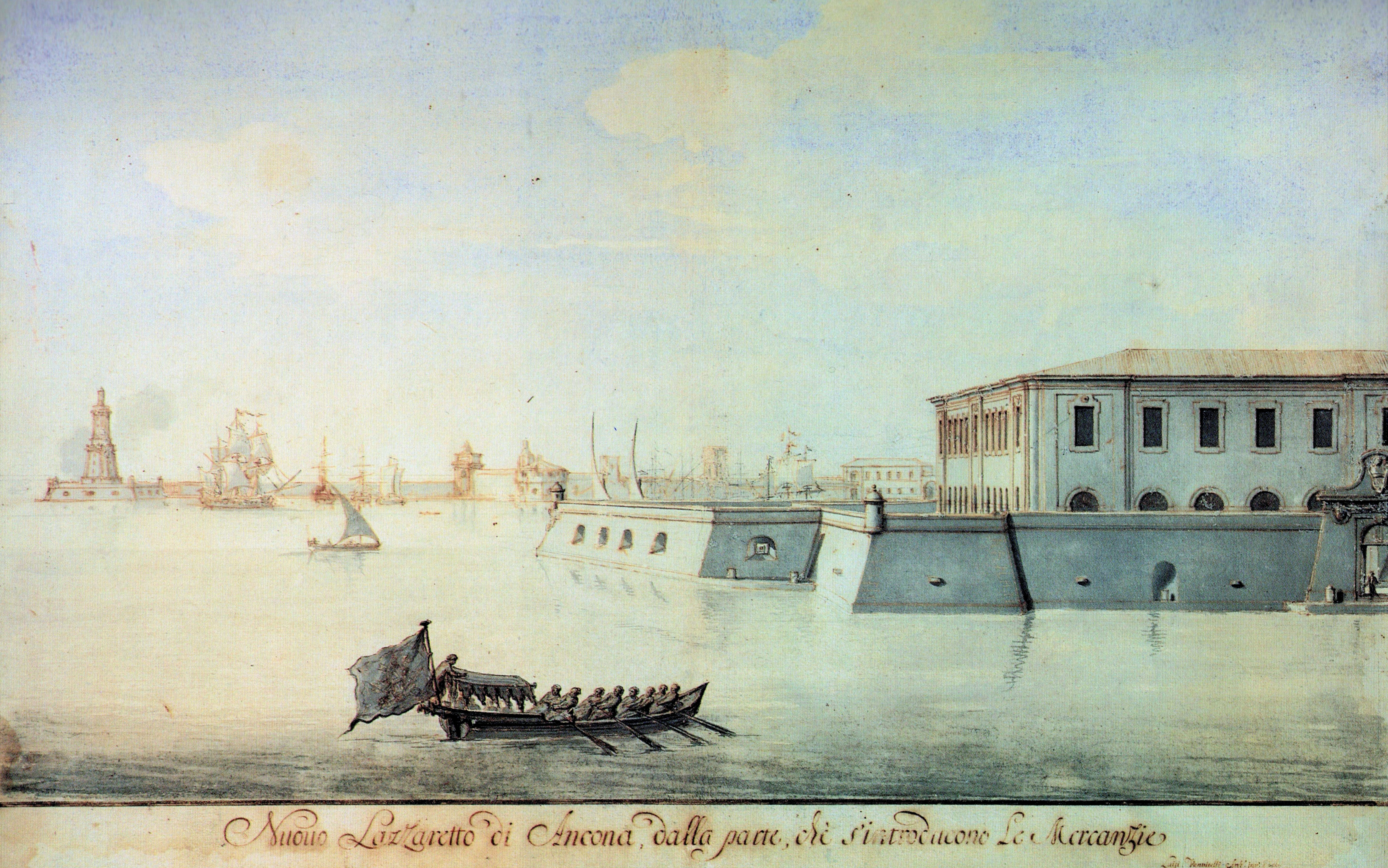
Nuovo Lazzaretto di Ancona dalla parte che si introducono le mercanzie, di Luigi Vanvitelli, (1738 ca. Museo della città, Ancona) - sullo sfondo il molo nuovo
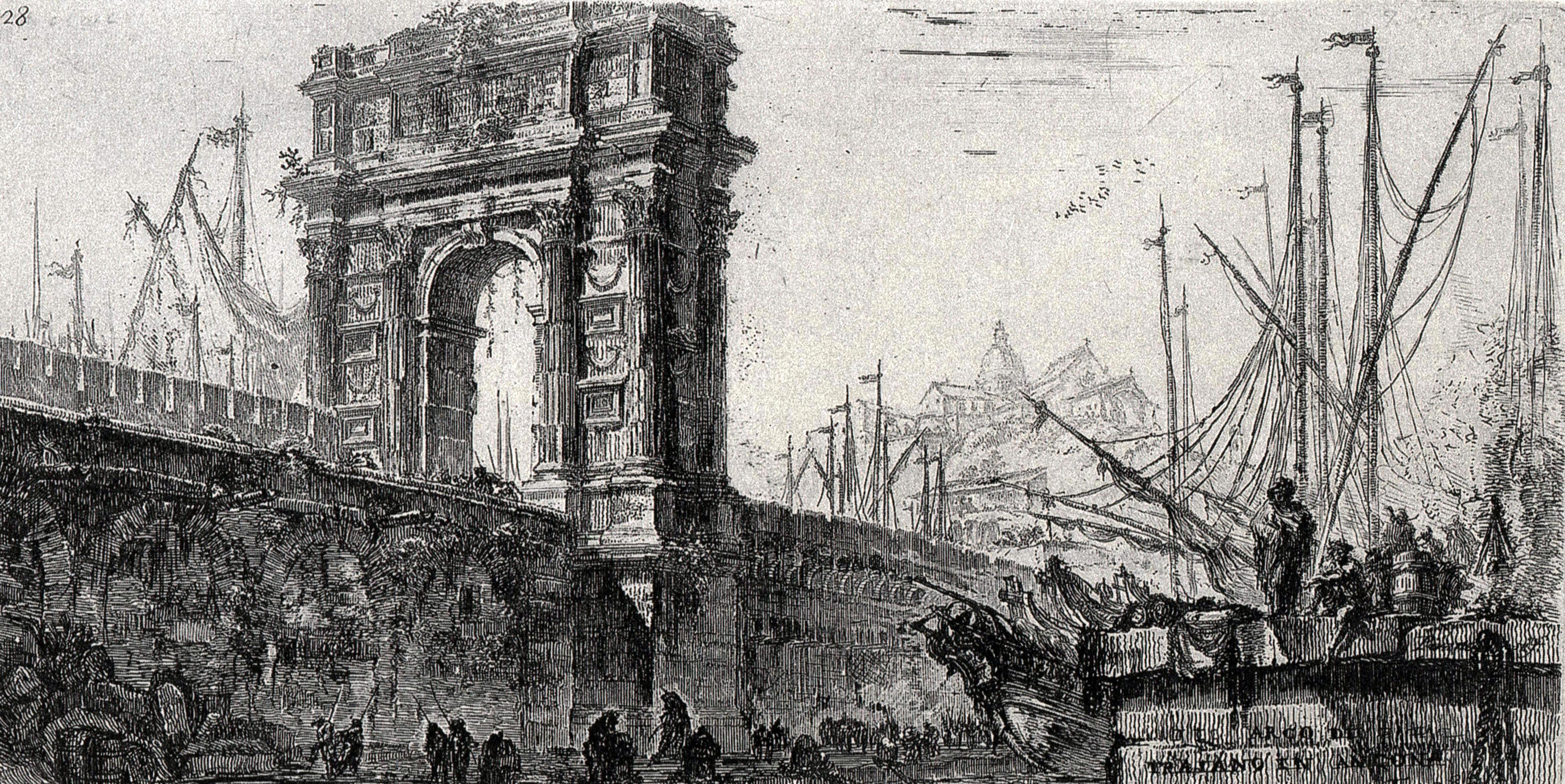
Arco di Traiano, di Giovanni Battista Piranesi (1743-1748, Calcoteca di Roma)
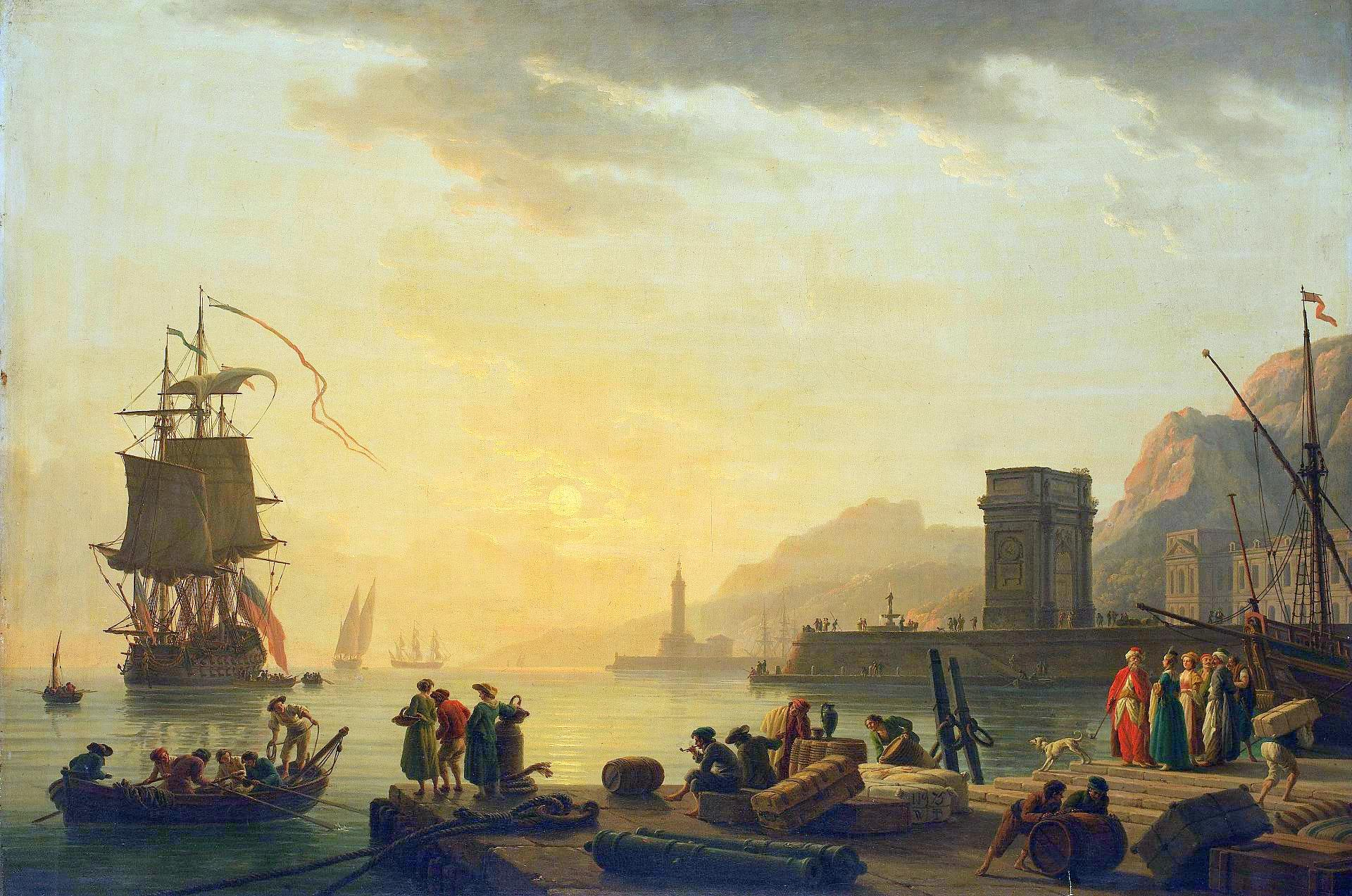
Il Porto di Ancona, Claude-Joseph Vernet (1775-80, Museo dell'Hermitage, San Pietroburgo)
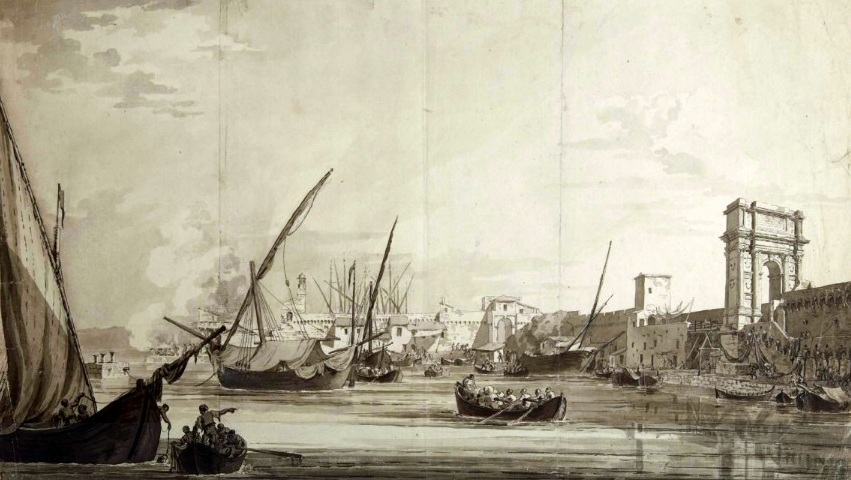
Porto di Ancona, Jan Chrystian Kamsetzer (1780, Museo Nazionale di Cracovia)
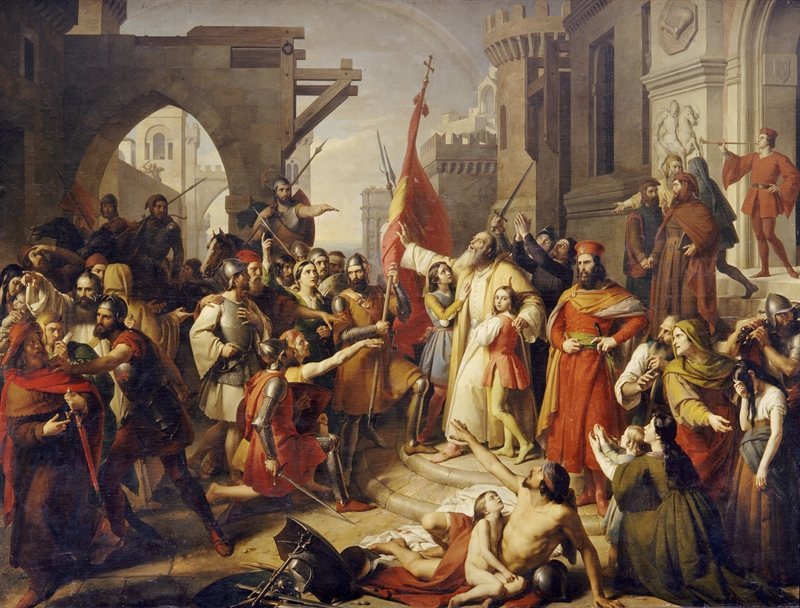
Giuramento degli Anconitani, di Francesco Podesti (1844-1847, Pinacoteca civica Francesco Podesti, Ancona)
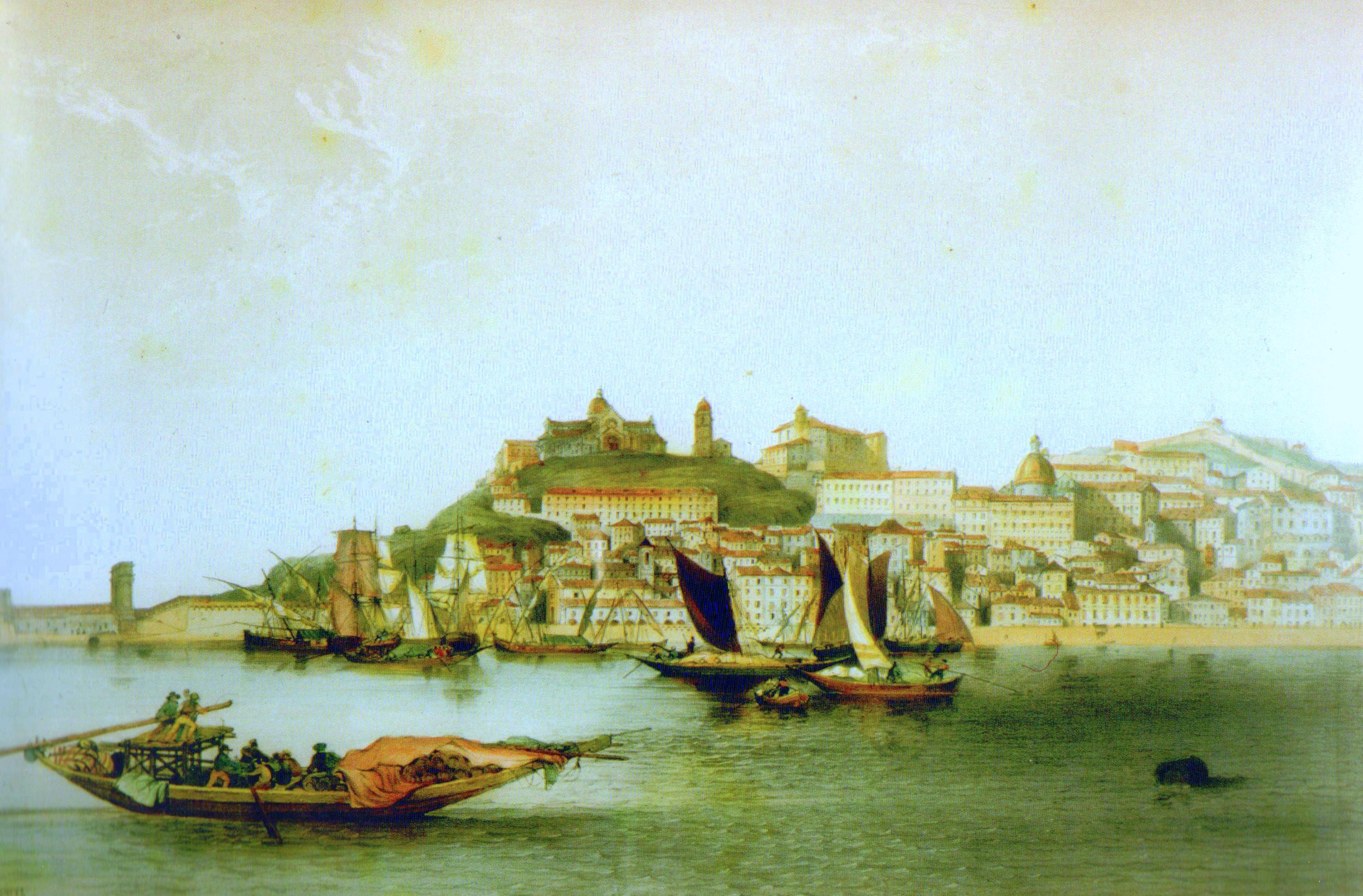
Veduta di Ancona, di Théodose du Moncel (1850, collezione privata)
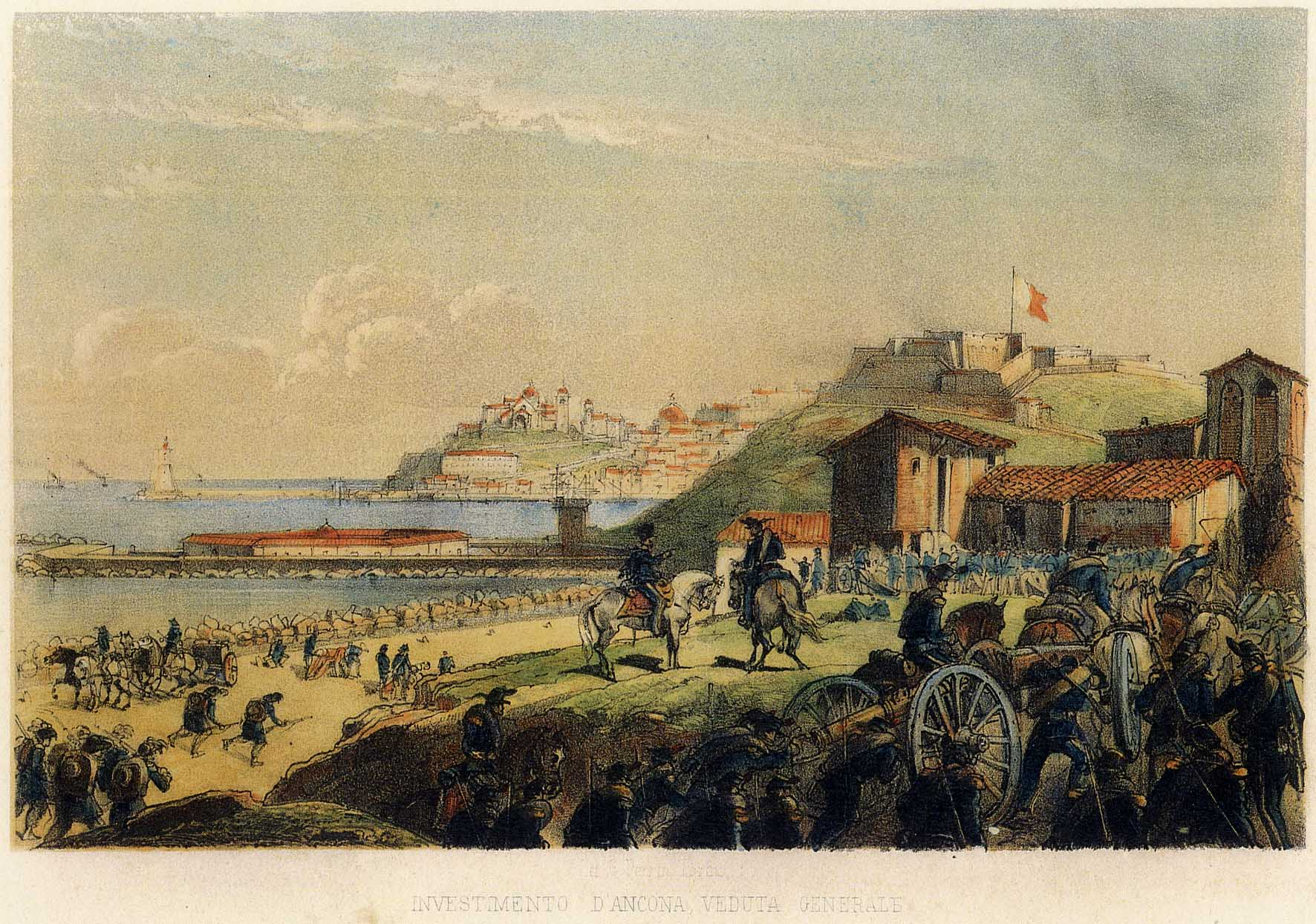
Investimento d'Ancona, di Carlo Bossoli (1861 circa, Museo nazionale del Risorgimento italiano, Torino)
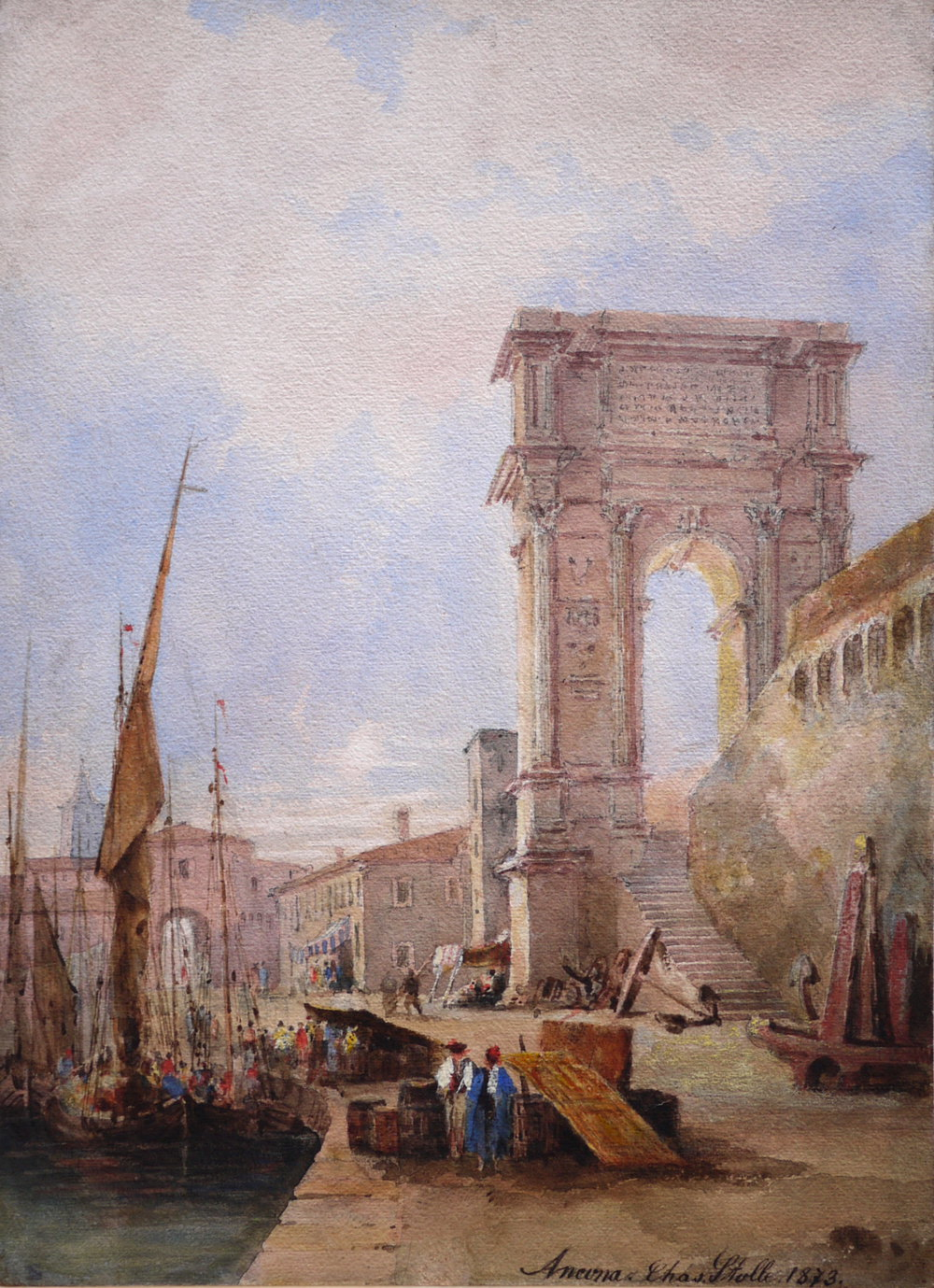
Arco di Traiano ad Ancona, di Christian Peter Wilhelm Stolle (1873)
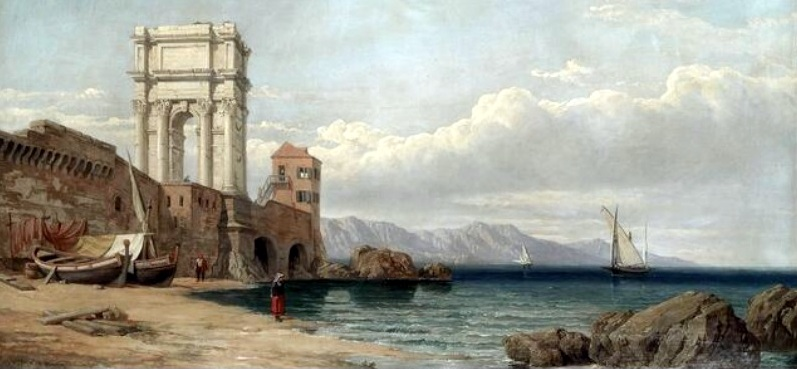
Veduta del porto di Ancona, con l'Arco di Traiano, di George Clarkson Stanfield (1828-1878)

### Opere di artisti locali
Nel XVIII secolo, il pittore cremasco Giuseppe Pallavicini, naturalizzato anconitano, con l'aiuto del figlio Filippo decorò i soffitti delle sale interne dal Palazzo Benincasa con vedute di Ancona, che testimoniano l'aspetto della città e la vita quotidiana del popolo e della nobiltà nel Settecento.
Nella seconda metà del XIX secolo, alcuni pittori paesaggisti hanno lasciato diverse vedute della città, ora conservate alla Pinacoteca Podesti e al Museo della Città. In particolare si ricordano:
- Filippo Boni, Veduta notturna del molo di Ancona con l'Arco di Traiano (1850-1887)[30]
- Filippo Boni, Entrata di Vittorio Emanuele II ad Ancona[31], derivante da una composizione di Francesco Hayez, dalla quale era stata ricavata anche una cartolina[32]
- Filippo Boni, La Lanterna dopo lo scoppio della polveriera[33]
- Filippo Boni, Veduta del molo nord[34]
- Barnaba Mariotti, Veduta dalla collina di Posatora[35]
- Barnaba Mariotti, Veduta del porto di Ancona[36]
- Barnaba Mariotti, Veduta dell'arsenale con l'Arco di Traiano[37]
- Barnaba Mariotti, Veduta di Porta Càlamo dall'interno della città[38]
- Barnaba Mariotti, Le mura di Porta Càlamo dall'esterno della città[39]

#### Galleria di opere di artisti locali

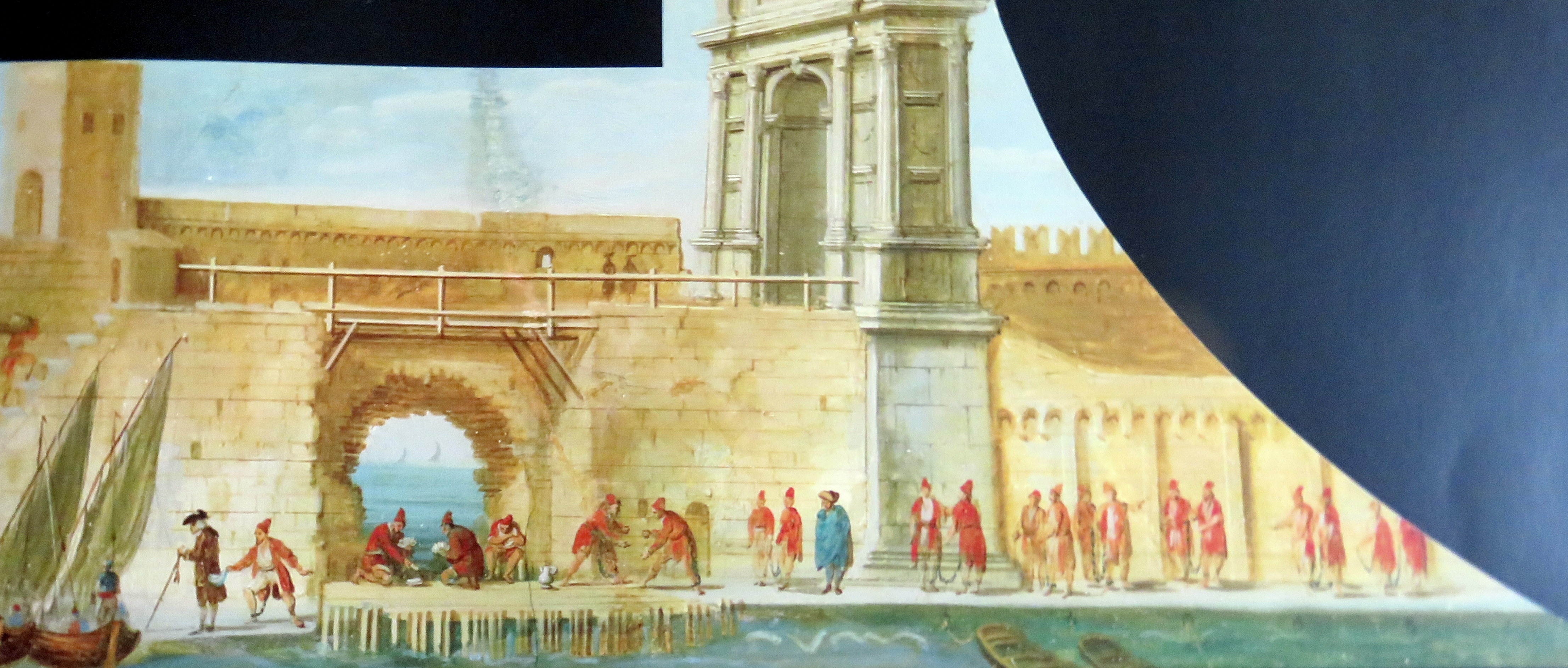
Giuseppe Pallavicini, Molo ed Arco di Traiano con condannati ai lavori forzati (XVII secolo - Palazzo Benincasa)
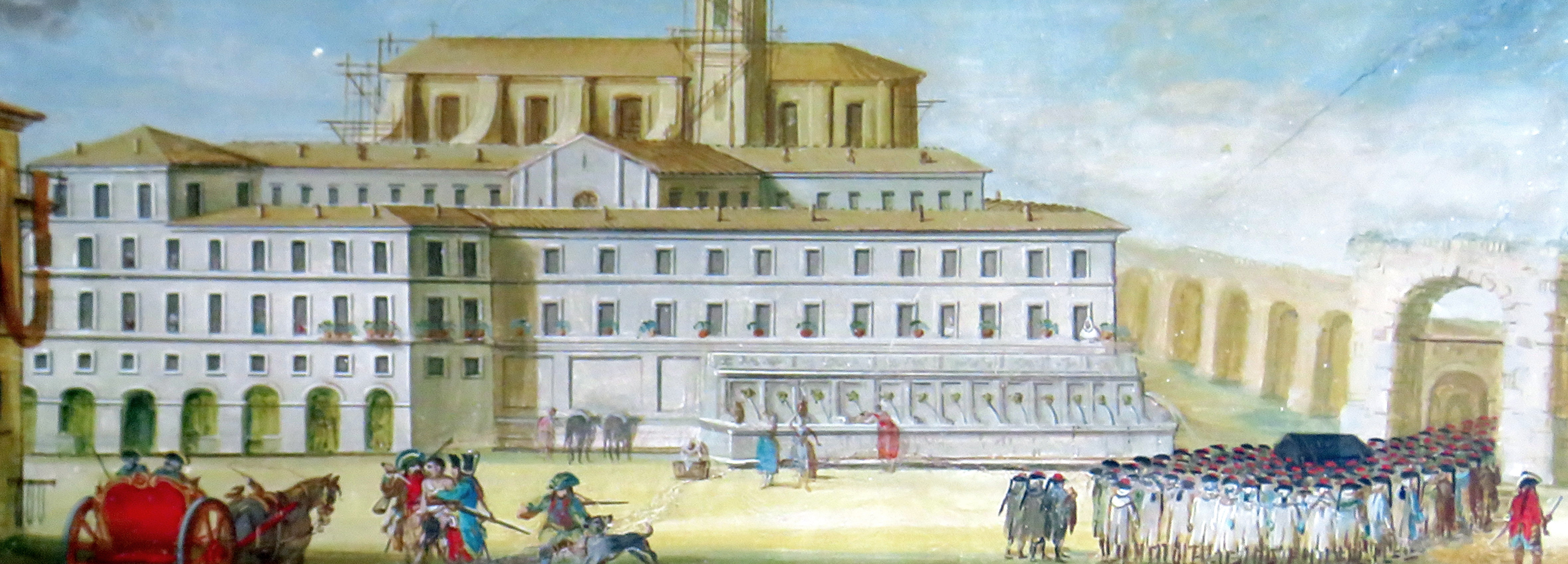
Giuseppe Pallavicini, Le Tredici Cannelle o Fontana del Calamo - sullo sfondo la chiesa di San Domenico in costruzione (XVIII secolo - Palazzo Benincasa)
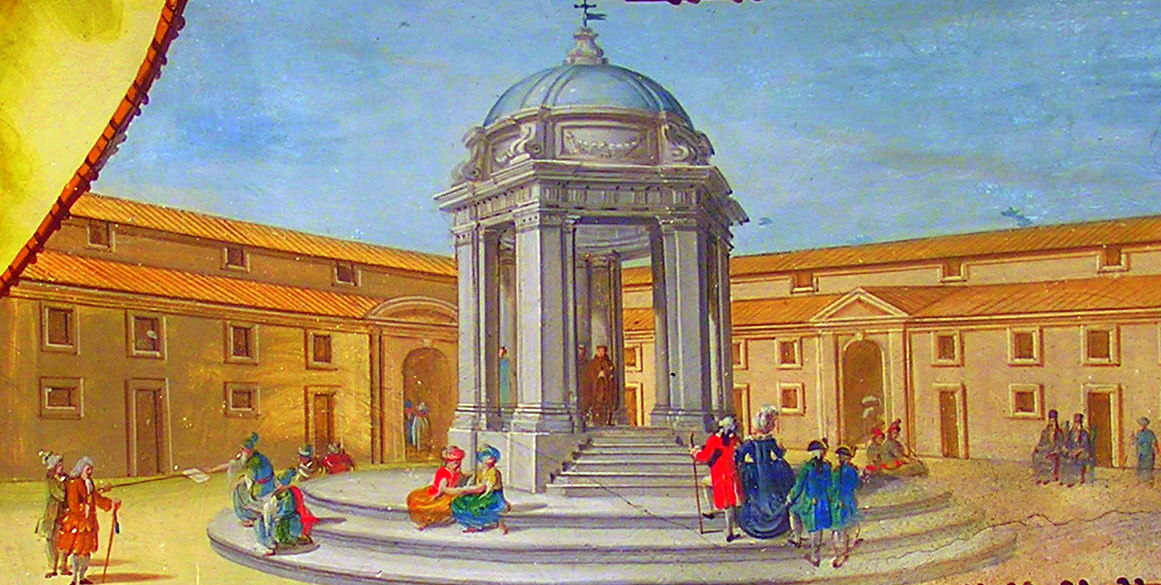
Giuseppe Pallavicini, Corte del Lazzaretto (XVIII secolo - Palazzo Benincasa)
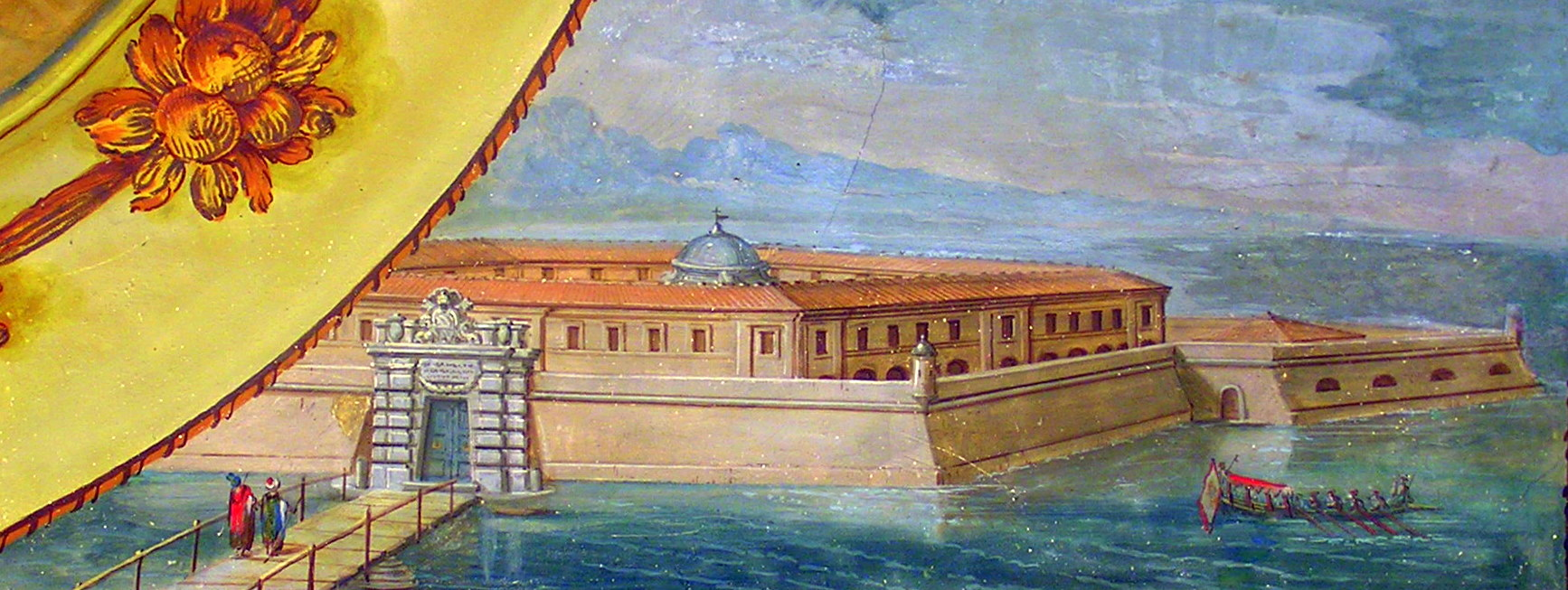
Giuseppe Pallavicini, Corte del Lazzaretto (XVIII secolo - Palazzo Benincasa)
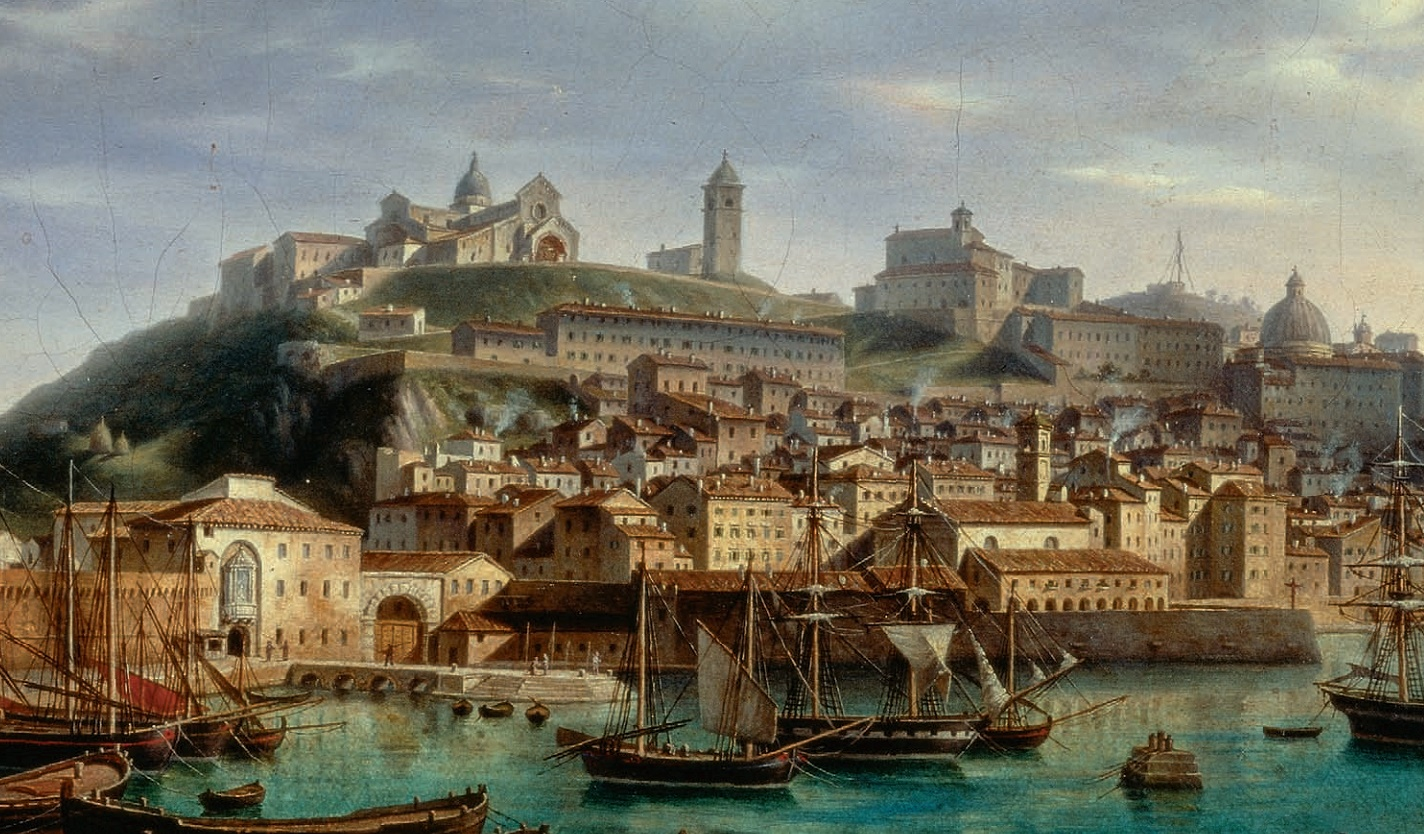
Barnaba Mariotti, Veduta del porto di Ancona, di  (1850, Pinacoteca civica Podesti, Ancona)
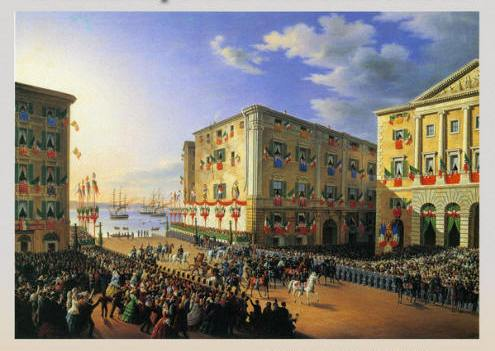
Filippo Boni, Entrata di Vittorio Emanuele II ad Ancona (1860 circa), derivante da una composizione di Francesco Hayez
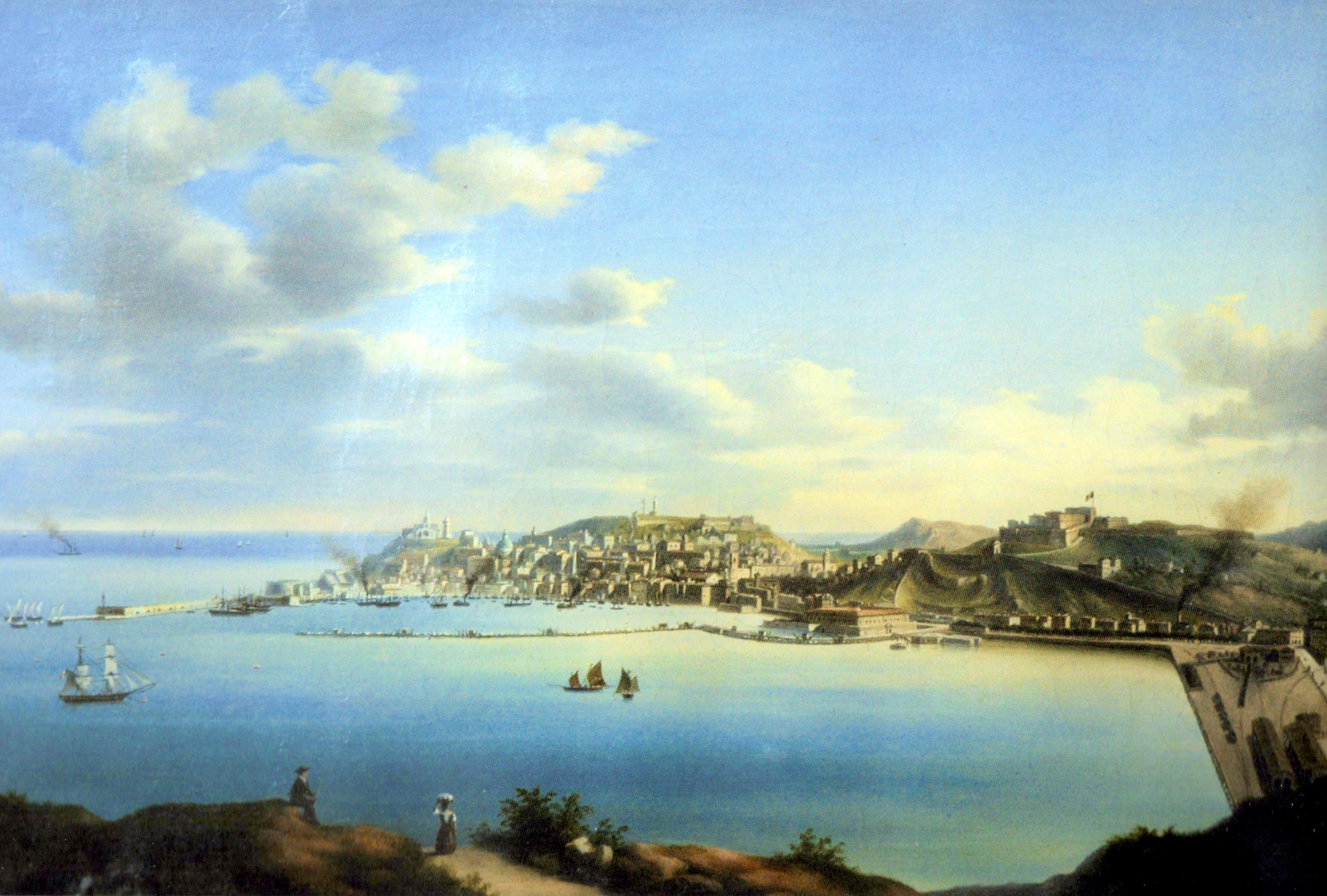
Barnaba Mariotti - Veduta di Ancona dalla collina di Posatora (1861 circa)

## Ancona nella letteratura
Nell'elenco seguente, si citano solamente gli scrittori ai quali più frequentemente si fa riferimento nei testi che descrivono l'immagine di Ancona fornita dalla letteratura.

### Età Antica

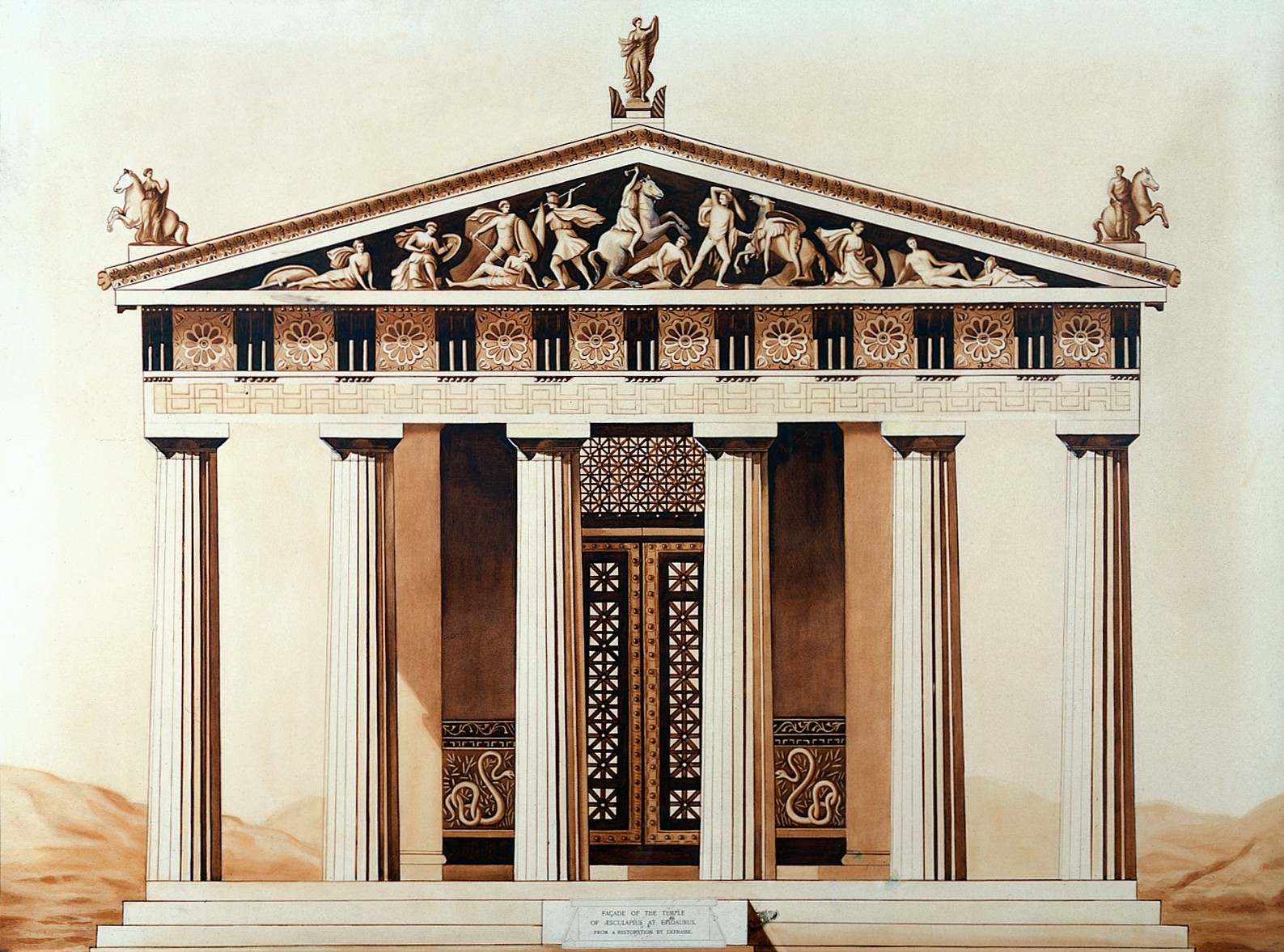
Ricostruzione del tempio di Asclepio ad Epidauro, modello del tempio di Venere di Ancona

- Strabone, nella sua Geografia (14 e il 23 d.C.), parla della fondazione della colonia di Ankón da parte dei greci siracusani.

(Strabone, Geografia, V, 4, 2)
- Catullo (Carmina, 36) cita Ancona parlando dei più celebri luoghi di culto di Venere, accostandola a Cnido, Idalio, Golgi, Amatunte, Urio e Durazzo.
- Giovenale (Satire, libro IV) in una celebre immagine, parla del domum Veneris, quam Dorica sustinet Ancon ("tempio di Venere sorretto dalla dorica Ancona"); è dall'epoca romana, dunque che per Ancona viene utilizzato l'epiteto di "dorica".

### Medioevo
- Procopio di Cesarea, nel De Bello Gotico ("La guerra gotica", 551), fornisce una sintetica ed efficace descrizione della posizione e dell'etimologia della città. Inoltre narra dettagliatamente le battaglie navali e terrestri tra Goti e Bizantini combattute davanti alle sue mura.

(Procopio, La guerra gotica, II, 13, 6)
- Boncompagno da Signa, nel Liber de obsidione Anconae ("L'assedio di Ancona", 1201), prima di narrare l'assedio del 1173 da parte delle truppe imperiali e della flotta veneziana, descrive la città in cui si svolse l'evento[41].

(Boncompagno da Signa, Liber de obsidione Ancone)

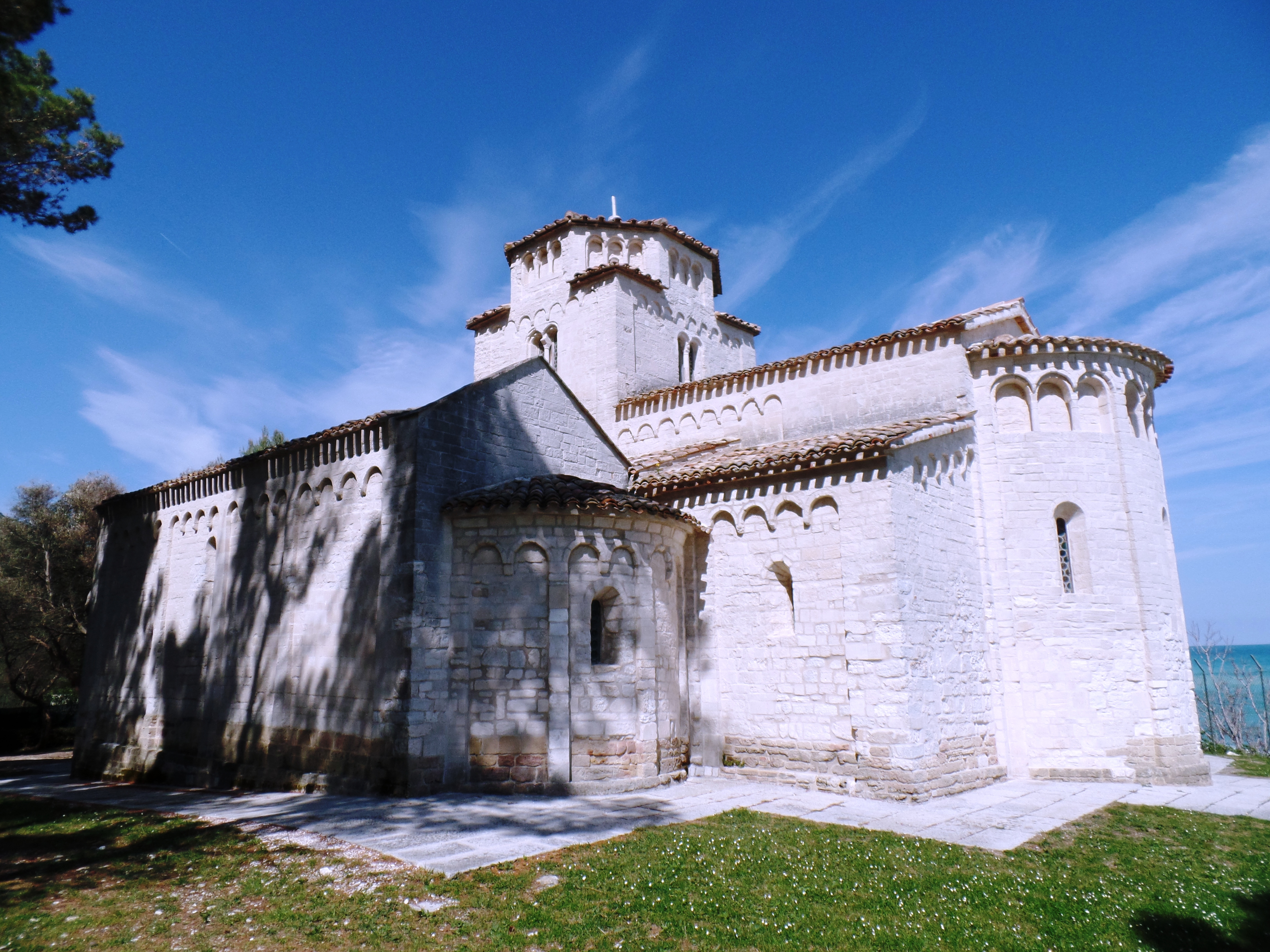
Santa Maria di Portonovo, la chiesa citata nel XXI canto del Paradiso

- Dante Alighieri, nel canto XXI del Paradiso, fa dire a san Pier Damiani:

(Dante Alighieri)
Il "loco" di cui il santo parla all'inizio è l'eremo di Fonte Avellana, mentre l'identificazione della dimora di nostra Signora sul lido adriatico ha fatto molto discutere. Secondo alcuni si tratterebbe della chiesa di Santa Maria in Porto di Ravenna, secondo altri invece di Santa Maria di Portonovo, presso Ancona. Per ciò che riguarda gli argomenti a favore dell'una o dell'altra ipotesi, si veda la sezione San Pier Damiani e la citazione dantesca. All'interno della chiesa di Portonovo è stata collocata nel XX secolo una targa con i predetti versi di Dante.

### Età Moderna

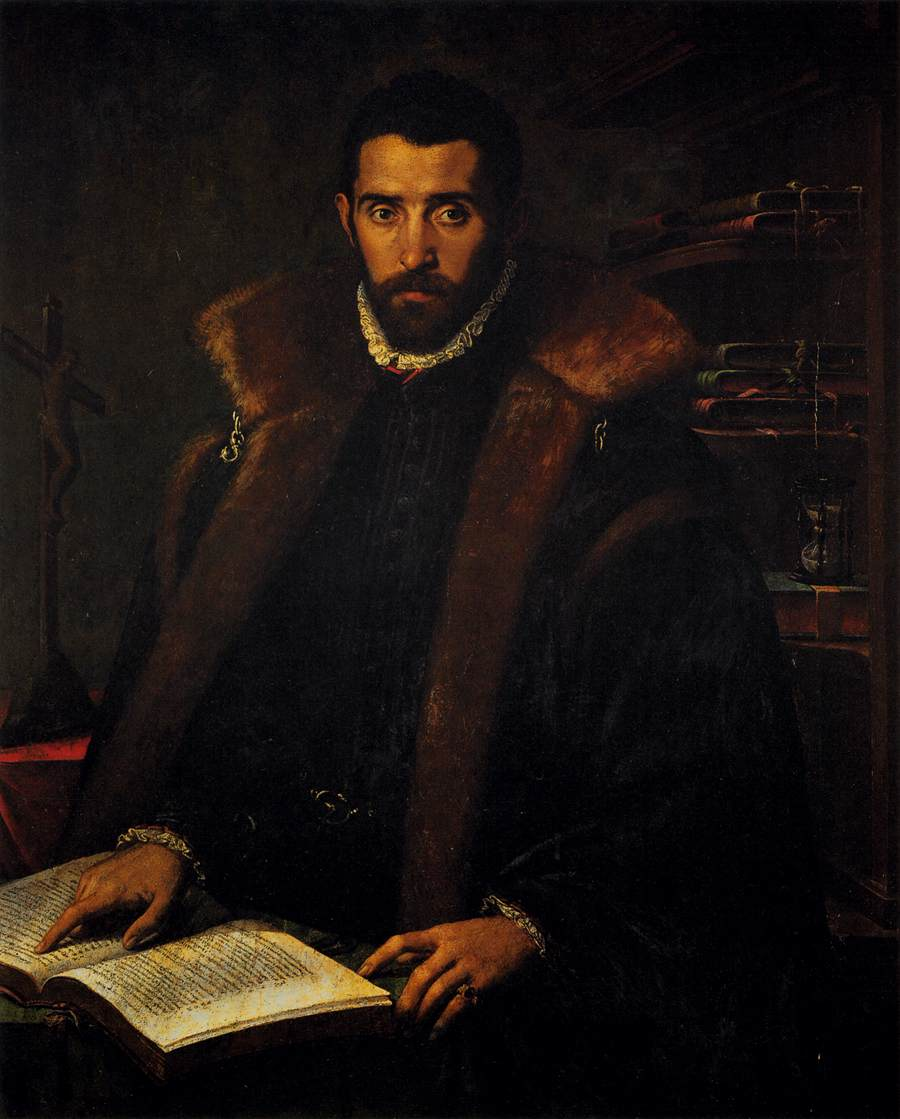
Torquato Tasso

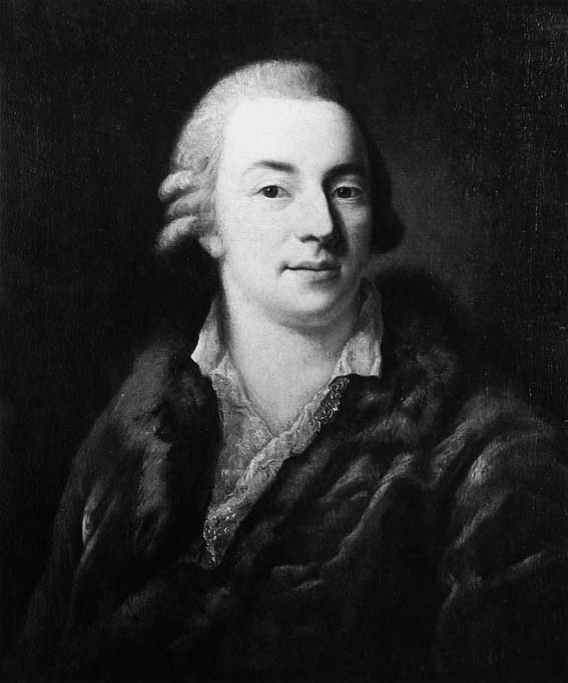
Giacomo Casanova

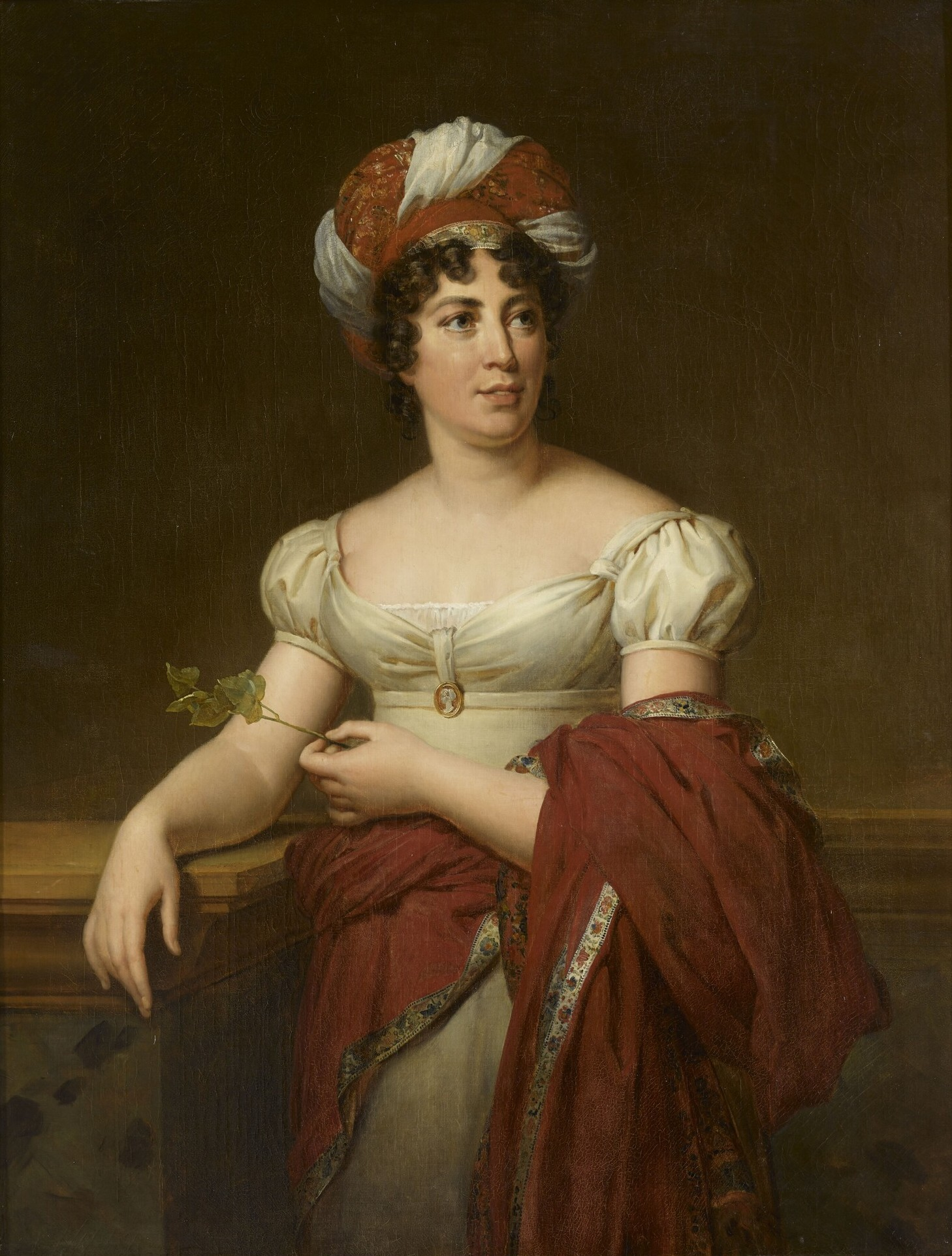
Madame de Staël

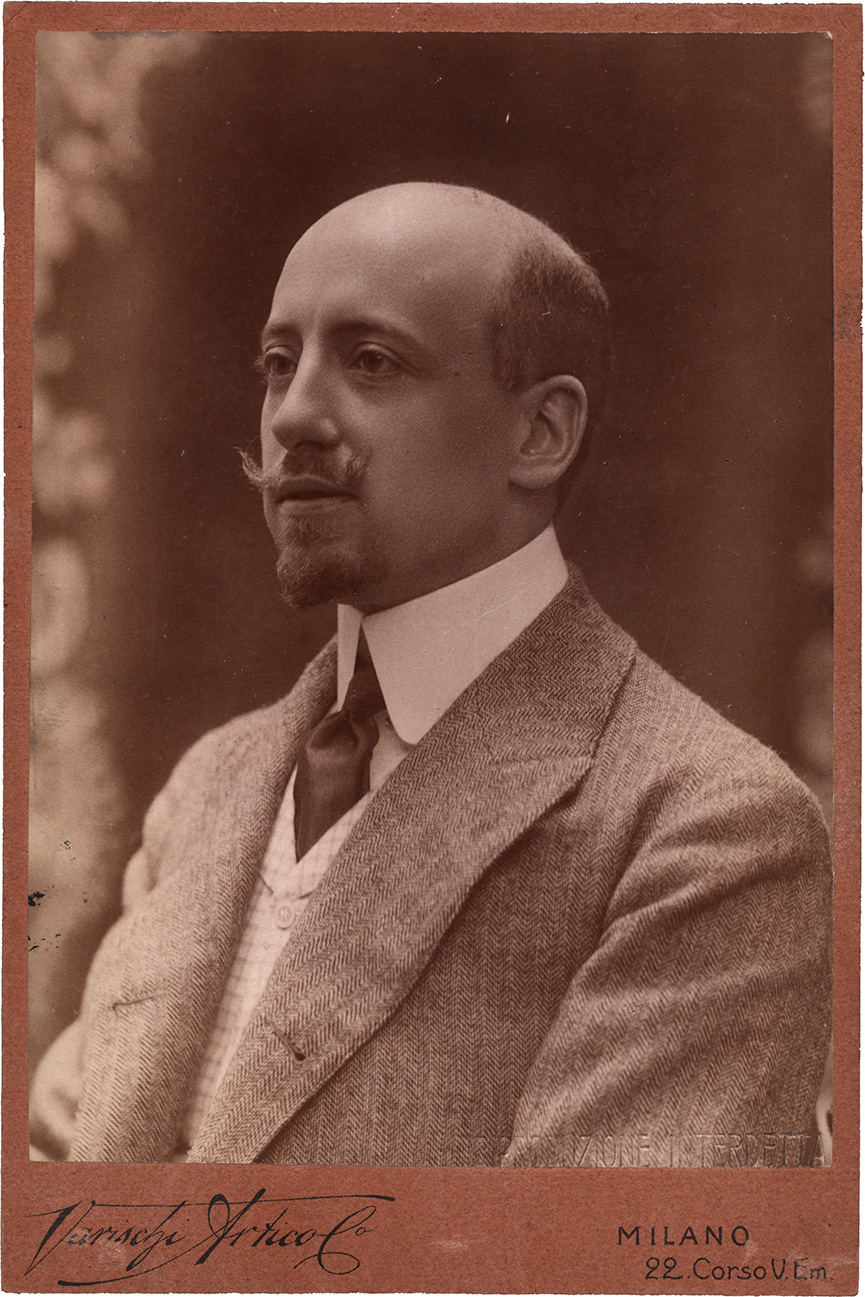
Gabriele D'Annunzio

Maria Montessori

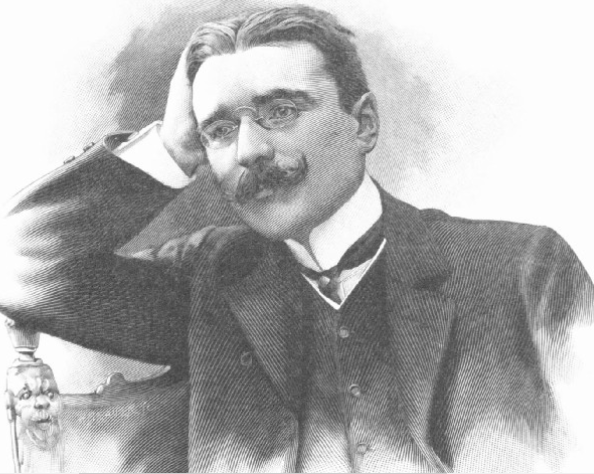
Gabriel Faure

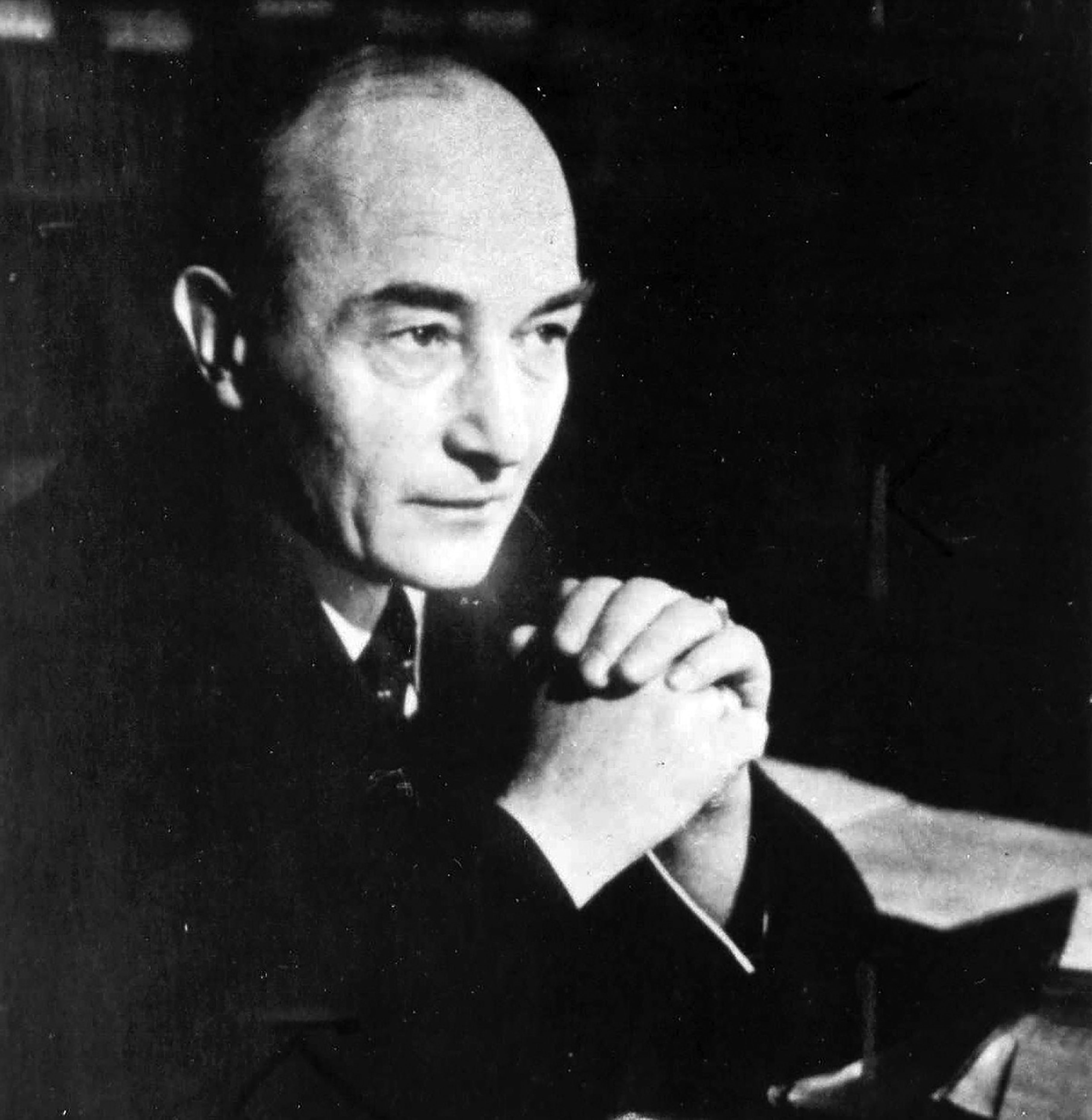
Robert Musil

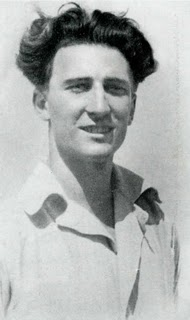
Dino Garrone

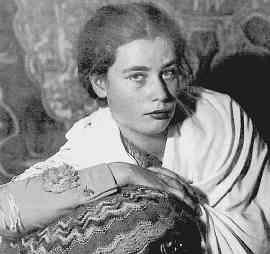
Joyce Lussu

Pier Paolo Pasolini

- Michel de Montaigne, nel suo "Giornale di viaggio in Italia" del 1581, descrive Ancona come[42]

(Michael De Montaigne)
- Torquato Tasso, nel sonetto 319 (Convito e danza a bella donna Ragusea), loda Ancona come luogo di dimora di Flora Zuzzeri, che poeticamente chiama Fiordispina. Il terzo giro è il cielo di Venere[43].

(Torquato Tasso)
- Giacomo Casanova nei suoi diari descrive dettagliatamente i suoi tre soggiorni ad Ancona, nel 1743, 1744 e 1772. In particolare, racconta dell'avventura con quello che credeva fosse un cantante castrato, rivelatosi poi essere Teresa Lanti, donna al cui ricordo afferma di essere rimasto poi sempre legato, sino alla tarda età, e da cui avrà un figlio: Cesarino Lanti[44].
- Friedrich Johann Lorenz Meyer, nel Darstellungen aus Italien ("Descrizione dell'Italia" - 1792) lascia una descrizione della città nel momento dell'alba, visto dall'alto delle rupi marine.

### Età Contemporanea (Ottocento)
- Stendhal riferisce nei suoi diari della sua permanenza ad Ancona (19 - 20 ottobre 1811), città che non apprezzò, per la difficoltà nell'uso delle carrozze e per la presenza al Duomo del quadro oggetto del miracolo mariano di San Ciriaco, che si rifiuta di vedere[45]

- Madame de Staël nel romanzo Corinna ou l'Italie (1807) dà una intensa descrizione dell'atmosfera cosmopolita della città nei primi anni dell'Ottocento[46].

(Madame de Staël)
- Jean-Charles-Léonard Sismondi, lo storico svizzero a cui si deve il concetto di repubbliche marinare, nell'Histoire des républiques italiennes du moyen âge ("Storia delle repubbliche italiane del Medioevo", 1838)[47] riassume in una sola frase tre particolarità geografiche di Ancona: il sole che sorge e tramonta sul mare, la possibilità di vedere ad occhio nudo le montagne della Dalmazia, la presenza di alte rupi marine.

(Jean Charles Léonard Simonde de Sismondi)
- Victor Hugo ne I miserabili (1862) parla dell'ideale di libertà che da Parigi arriva all'orecchio dei patrioti di Ancona radunati nell'ombra degli Archi, davanti all'albergo Gozzi, in riva al mare[48]
- Ippolito Nievo, nelle Confessioni di un italiano (1867), cita diverse volte Ancona, dove il protagonista arriva via mare; vengono evocati i giorni dell'assedio austro-russo-turco del 1799 e l'affascinante figura del giovane generale Giuseppe Lahoz[49].

### Età Contemporanea (Novecento)
- Gabriele D'Annunzio in diverse occasioni scrive di Ancona: nell'ode A una torpediniera nell'Adriatico (Odi navali), nella lettera Ai bersaglieri di Ancona, scritta in occasione della Rivolta dei Bersaglieri del 1920 e ne L'Armata d'Italia (1888), testo dedicato alle imprese della Marina Militare, in cui descrive la tensione con cui la popolazione e la città intera attendono l'arrivo nel porto della flotta italiana dopo la sconfitta di Lissa.

(Gabriele D'Annunzio)
- Maria Montessori, nel febbraio del 1906 scrisse un Proclama alle donne italiane, quasi interamente dedicato ad Ancona, dato che in questa città per la prima volta alcune donne si videro riconosciuto il diritto di iscrizione alle liste elettorali e quindi di voto. Maria Montessori descrive la città osservandola dall'alto del Monte (si intende il Conero)[50].

(Maria Montessori)
Inoltre, il 31 agosto 1950, in occasione del suo ottantesimo compleanno, Maria Montessori scrisse a riguardo di Ancona:
(Maria Montessori)
- Edward Hutton, nel suo The Cities of Romagna and the Marches ("Città della Romagna e delle Marche", 1913) dà di Ancona un ritratto ricco di acute considerazioni, cogliendo nella sua particolare posizione geografica un aspetto drammatico.

- Thomas Graham Jackson, lo scrittore e architetto vittoriano a cui Oxford deve il suo volto neogotico, nel suo A Holiday in Umbria ("Vacanza in Umbria", 1916) dedica numerose pagine anche ad Ancona, che lo colpì soprattutto per le opere dello scultore e architetto quattrocentesco dalmata Giorgio da Sebenico e per la possibilità di osservare l'evanescente profilo delle montagne della Dalmazia. Dice anzi che fu ad Ancona che ebbe l'ispirazione per compiere un viaggio in quella terra.

(Thomas Graham Jackson, A holiday in Umbria, John Murray, 1916 - p. 35)
- Gabriel Faure, nei Pèlerinages d'Italie (1920) scrive del panorama marino che vide entrando in città.

- Robert Musil ambienta ad Ancona le vicende dei protagonisti del romanzo Viaggio in Paradiso, prefigurazione de "L'uomo senza qualità" (1930-1933); in particolare si ricordano le descrizioni delle vele nel porto e delle piccole spiagge sotto le rupi[52].
- Vincenzo Cardarelli descrive Ancona ne Il cielo sulle città (1939)

- Dino Garrone dedica alla città un elzeviro, contenuto nel Sorriso degli Etruschi (1944), con il titolo Mito di Ancona.

- Riccardo Bacchelli, nell'Italia per terra e per mare (1953) consiglia il lettore di recarsi a San Ciriaco verso l'ora del tramonto nel momento in cui si sciolgono le campane.

- Joyce Lussu nel romanzo "Anarchici e Siluri" ci riporta indietro nel tempo, facendoci immergere nell'Ancona degli anni 1910, che nella finzione letteraria ospitava Sherlock Holmes alle prese con spie, ricevimenti al Teatro delle Muse e passeggiate nei boschi del Conero assieme al noto naturalista anconetano Luigi Paolucci[53].

(Joice Lussu)
- Pier Paolo Pasolini, ne La lunga strada di sabbia (1959), lascia una acuta descrizione della città, descrivendone l'atmosfera, la posizione geografica, il passeggio domenicale tra i due mari, il Campo degli Ebrei e descrive le impressioni personalissime che ne ha riportato[54].

(Pier Paolo Pasolini)

## Ancona nel cinema

Fotogramma del film Ossessione di Luchino Visconti: il protagonista osserva il porto dal piazzale del Duomo

La storia del cinema ad Ancona inizia nel 1943, quando uscì nelle sale il film Ossessione, di Luchino Visconti. Da allora altri film sono stati ambientati in città, in tutto o in parte; Ancona, di volta in volta, è stata interpretata diversamente dai vari registi e a volte è servita solo come ambientazione, senza essere citata esplicitamente.
Tra le più significative, si citano le seguenti pellicole:
- Ossessione, di Luchino Visconti (1943)
- La prima notte di quiete di Valerio Zurlini (1972)
- Un'anima divisa in due, di Silvio Soldini (1993).
- La regina degli scacchi di Claudia Florio (1998).
- La stanza del figlio di Nanni Moretti (2001).
- Corpo estraneo, di Krzysztof Zanussi (2013)
- Andrej Tarkovskij - Il cinema come preghiera, di Andrej Andreevič Tarkovskij (2020)